# Liste von LG-Mobiltelefonen

LG-Logo

Diese Liste enthält die Handys und Smartphones von LG Mobile, dem Mobilfunkgeräte-Bereich des Konzerns LG Electronics.
- Ursprüngliches Modellpräfixverzeichnis

- B: Broadcast (TV), Modelle mit T-DMB/S-DMB/DVB-H/DVB-T/ISDB-T/MediaFLO
- C: US GSM/UMTS
- F: Fashion (Mode)
- G: GSM
- H: Europa G4-G6
- K: Europa GSM/UMTS
- M: Lateinamerika
- R: Indien
- S: Korea CDMA / Smartphone
- T: Kanada und Australien Telstra
- U: UMTS/WCDMA/UMTS
- V: Verizon CDMA

## Optimus-Serien

### Optimus

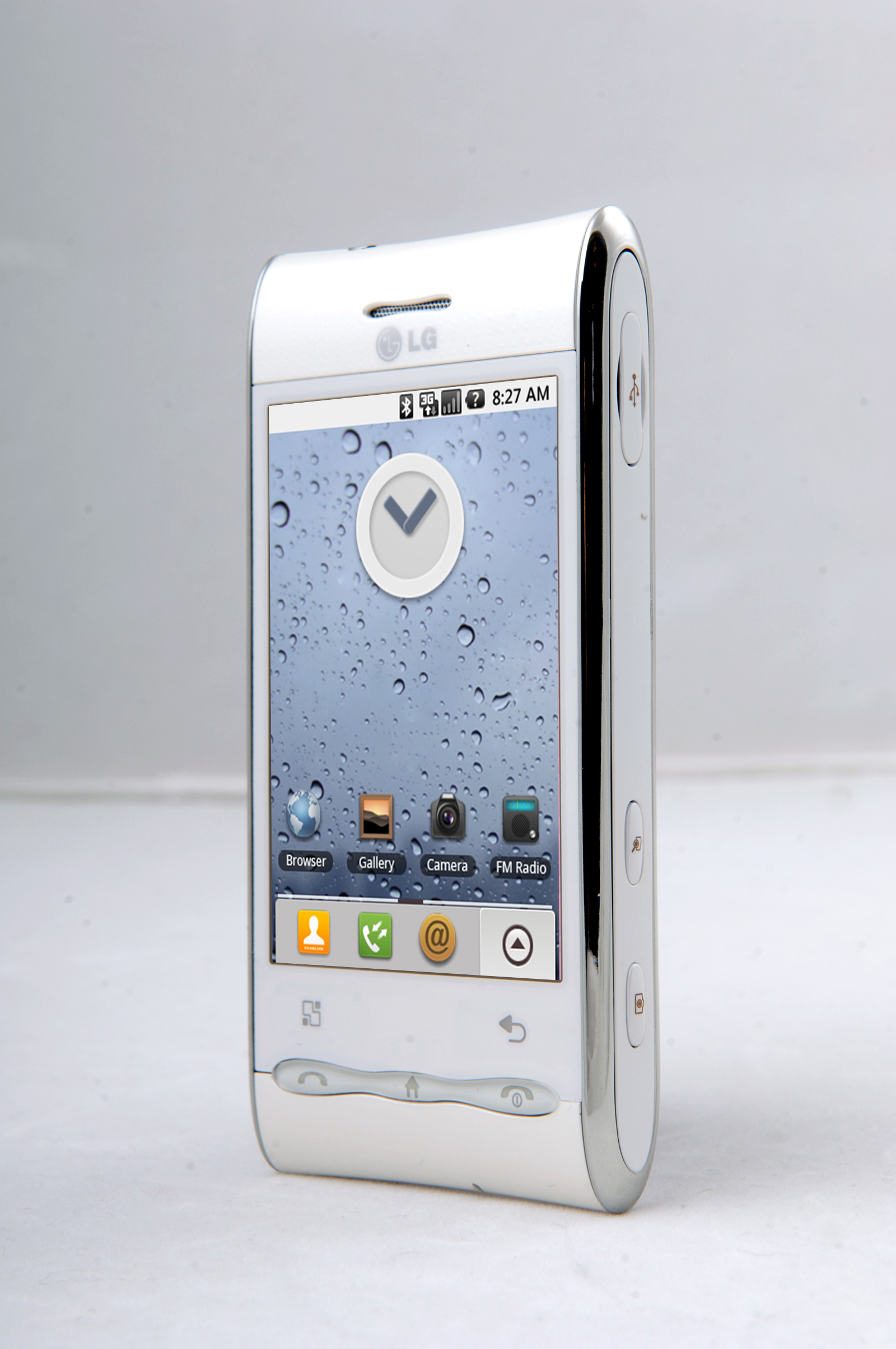
LG Optimus
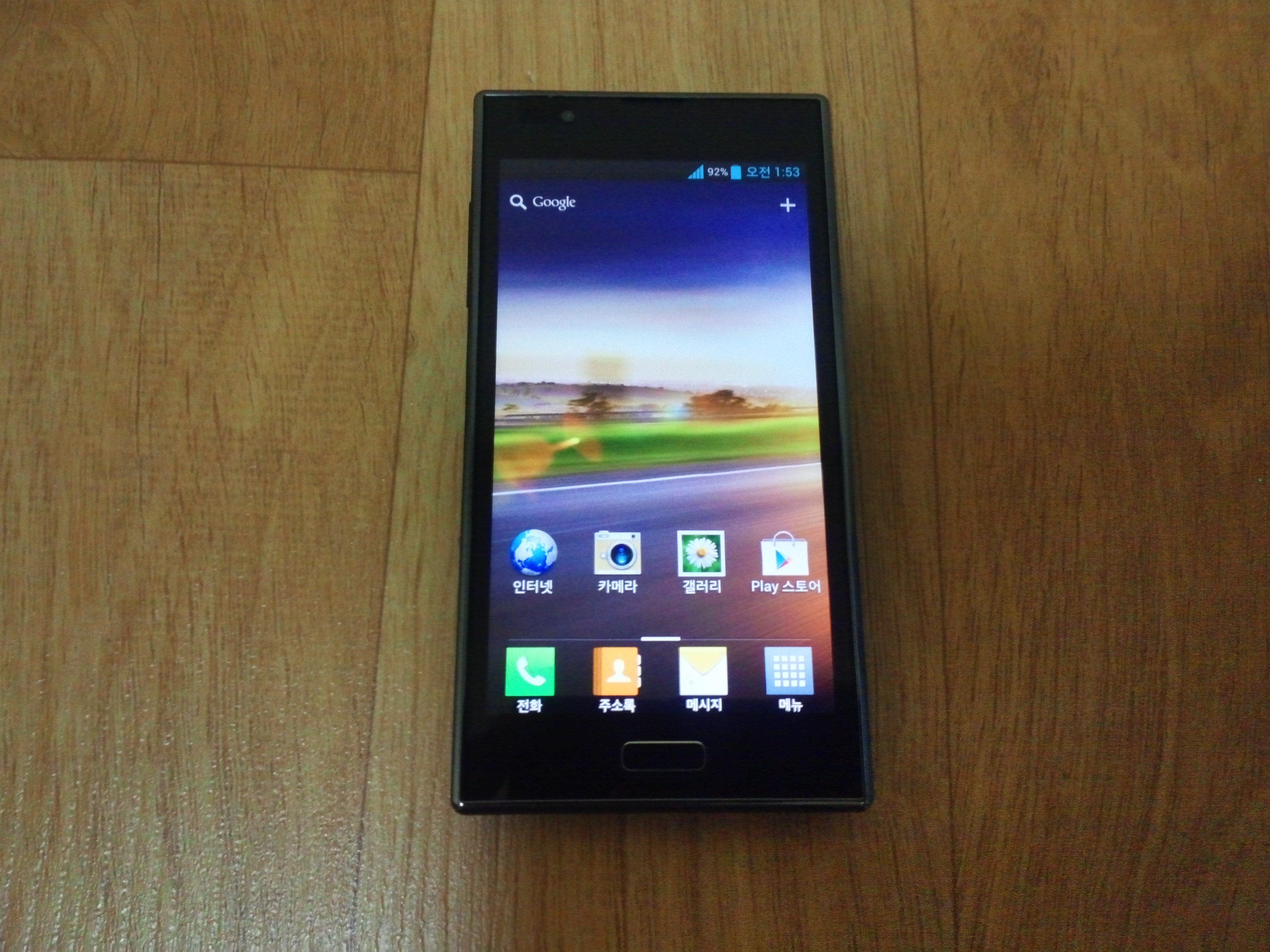
LG Optimus LTE II
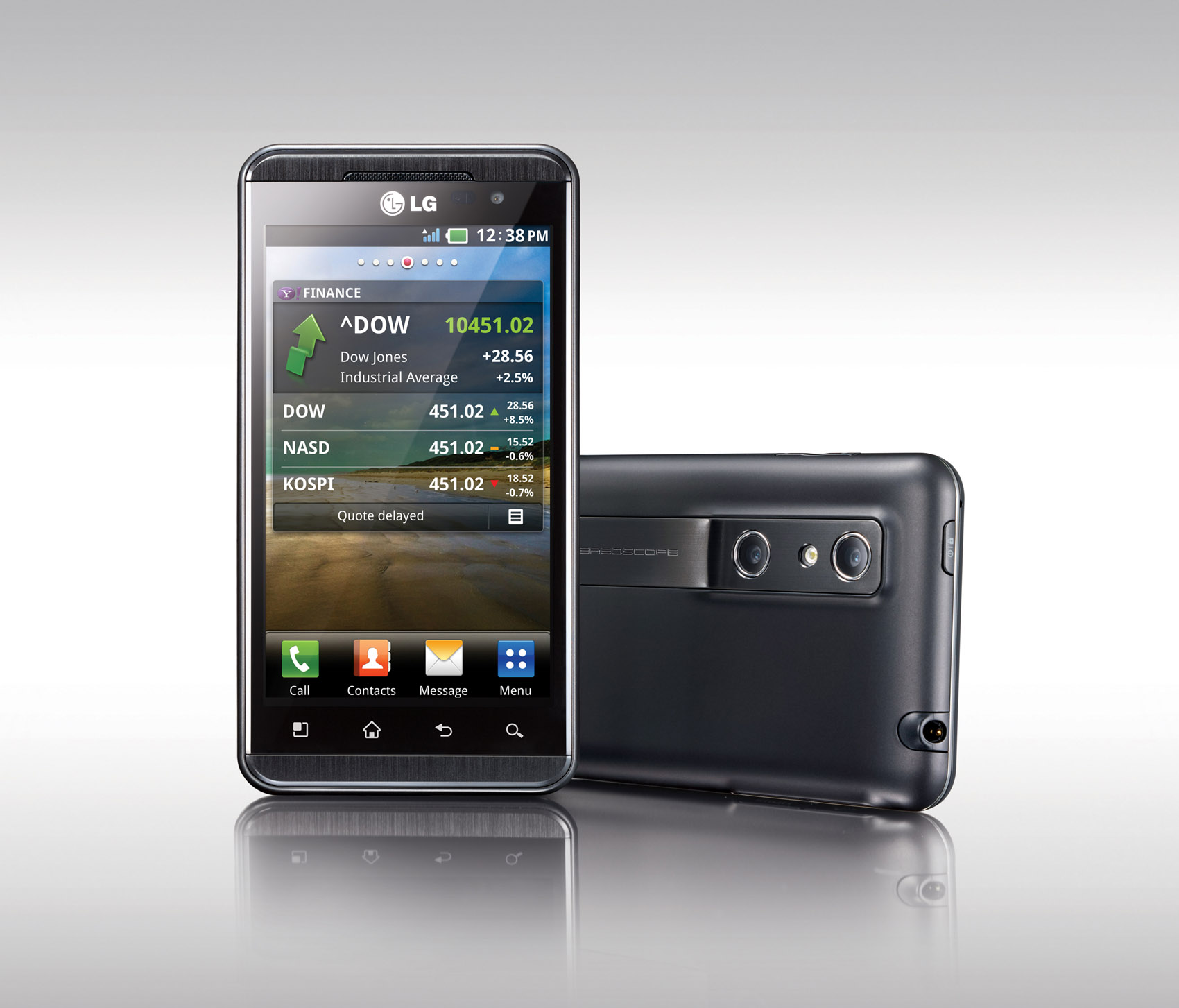
LG P920 Optimus 3D
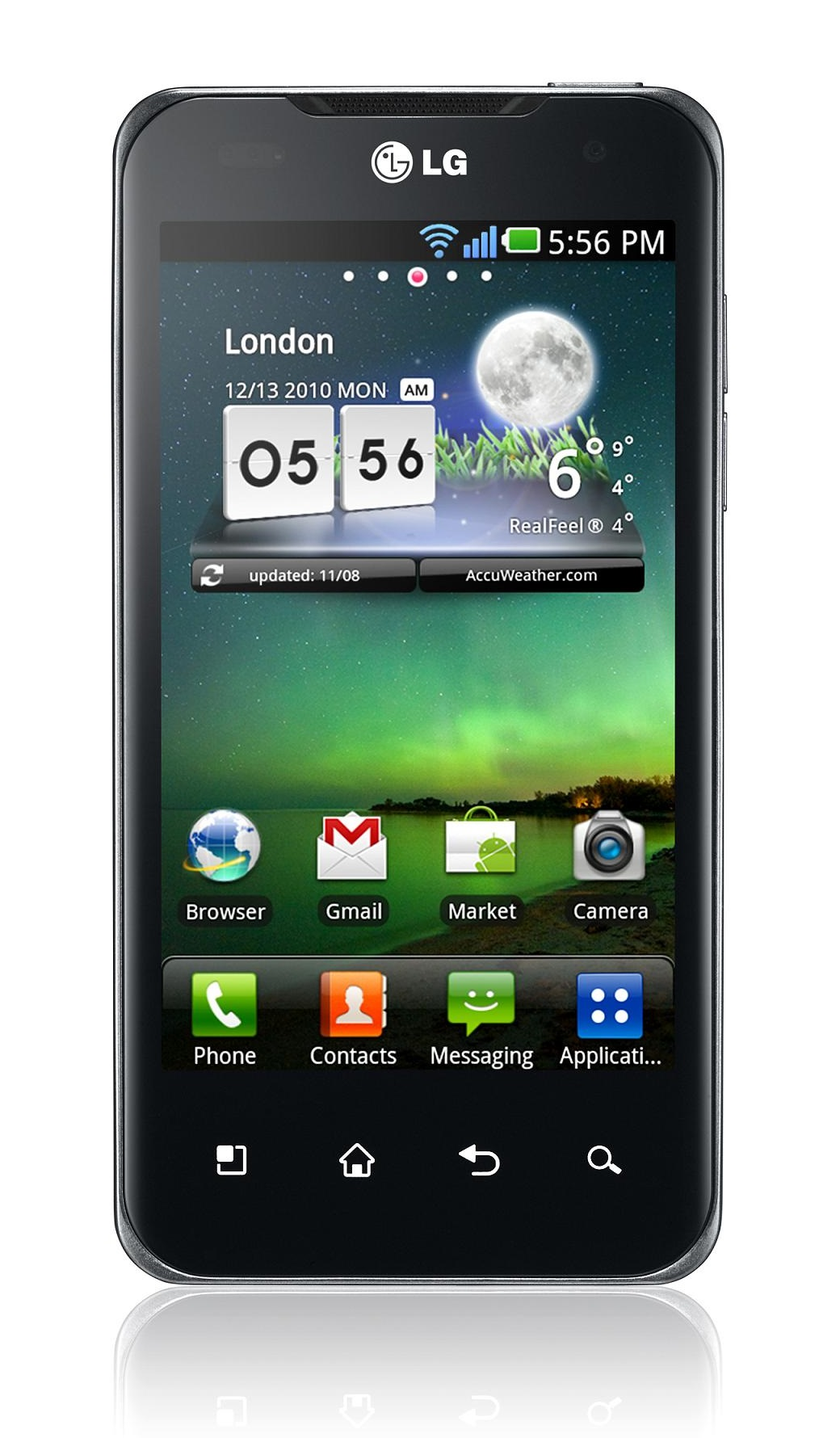
LG P990 Optimus 2X

- LG Optimus (GT540), auch LG GT540 Swift, LG Loop GT540
- LG Optimus Q (LU2300), nur für LG Uplus, Südkorea
- LG Optimus 7 E900
- LG Optimus 7.5
- LG Optimus Zip, auch: LG Enlighten (VS700, Verizon), LG Eclypse (C800G, Kanada)
- LG Optimus Slider (VM701 für Virgin Mobile), auch: LG Gelato Q (LS700 für Sprint Corporation)
- LG Optimus LTE (L-01D für NTT docomo, LU6200 für LG Uplus, SU640 für SK Telecom), auch: LG Nitro HD (P930 für ATT Mobility, USA, P935 für Telus) und LG Spectrum (VS920 für Verizon)
- LG Optimus 3D P920, auch LG Thrill 4G
- LG Optimus 3D P720
- LG Optimus 2X oder LG P990 Optimus Speed
- LG Optimus 4X HD P880

### Optimus One-Serie (2010–2011)

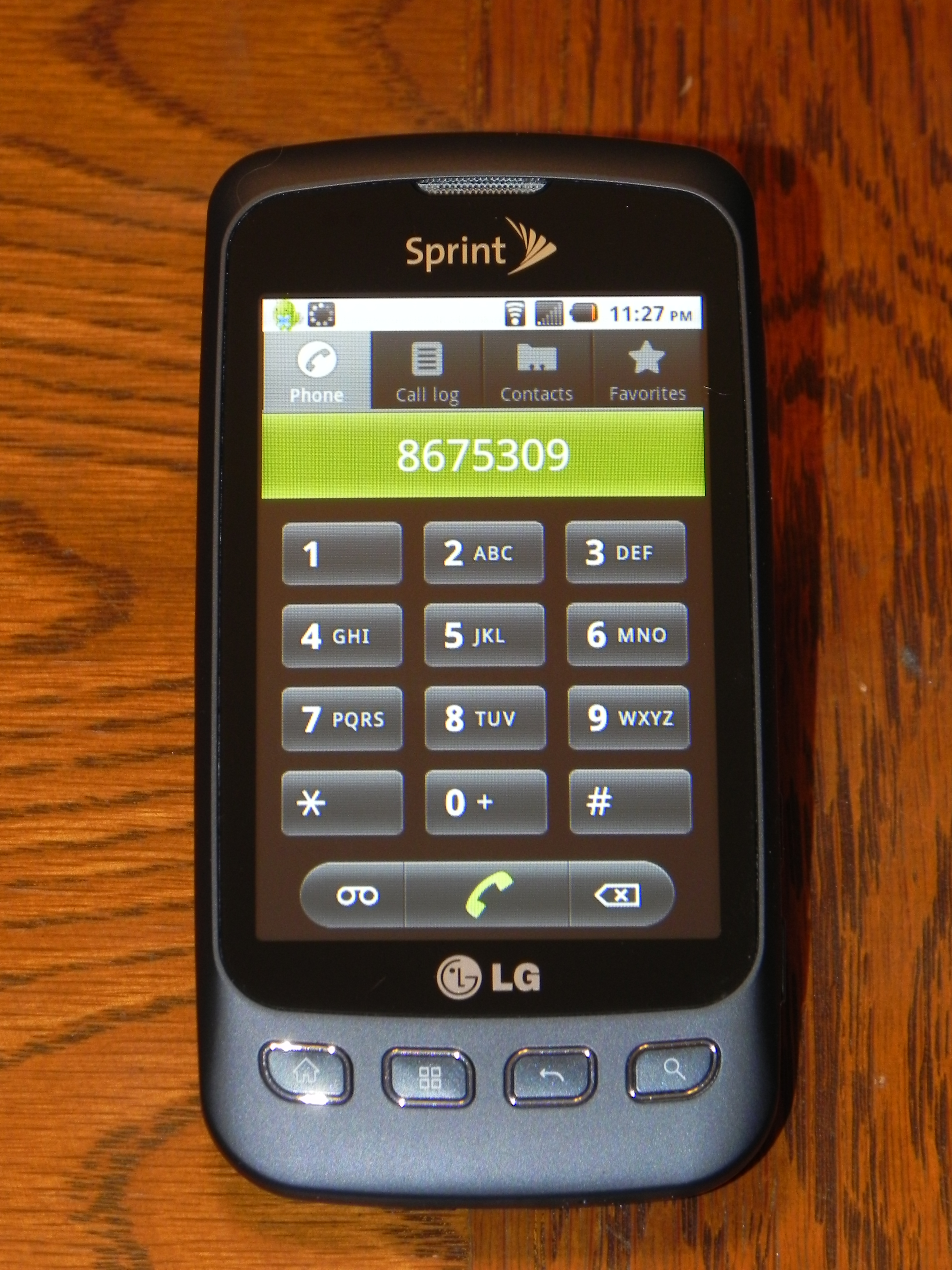
LG Optimus S (LS670) Sprint

- LG Optimus One P500 (P503 für die Türkei, P504 für Walmart)
  - LG Optimus 3G (für Telus Mobility)
  - LG Optimus C (für Cricket Wireless)
  - LG Optimus S (LS670) Sprint
  - LG Optimus M (MS690) MetroPCS
  - LG Optimus T (P509) T-Mobile USA
  - LG Optimus U (US670) U.S. Cellular
  - LG Optimus V (VM670) Virgin Mobile USA
  - LG Phoenix (für AT&T Mobility, Rogers Wireless, Chatr)
  - LG Thrive (für AT&T Mobility)
  - LG Vortex (VS660) Verizon Wireless
- LG P970 Optimus Black, auch: LG LS855 Marquee (Sprint), LG US855 Majestic, LG KU5900 und LG 855 Ignite
- LG Optimus Chat (C550)
- LG Optimus Chic (E720)
- LG Optimus Elite
- LG Optimus Hub (E510)
- LG Optimus Net (P690)
- LG Optimus Pro (C660)
- LG Optimus Sol (E730)

### Optimus L-Serie (2012–)

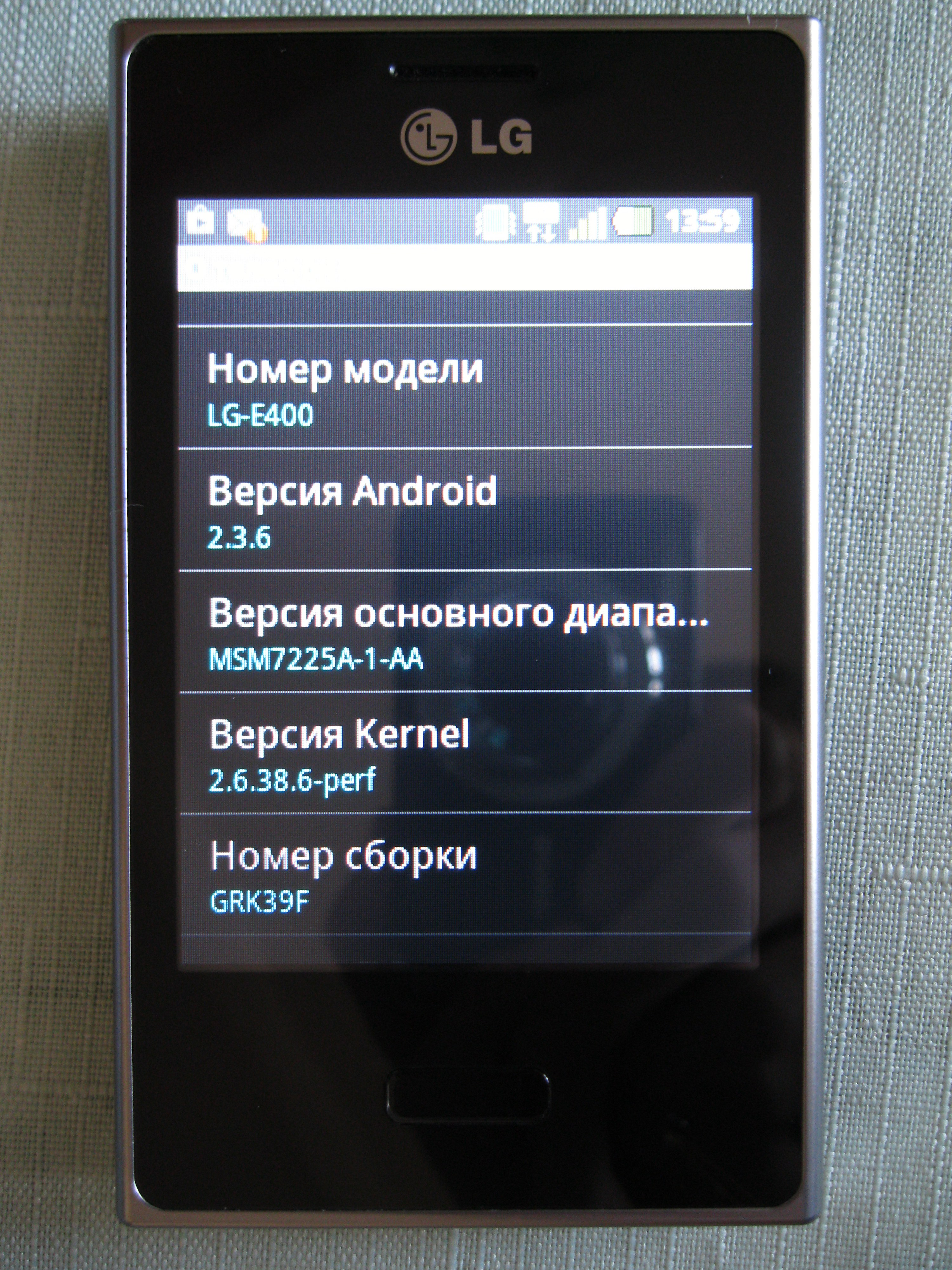
LG Optimus L3 (E400)
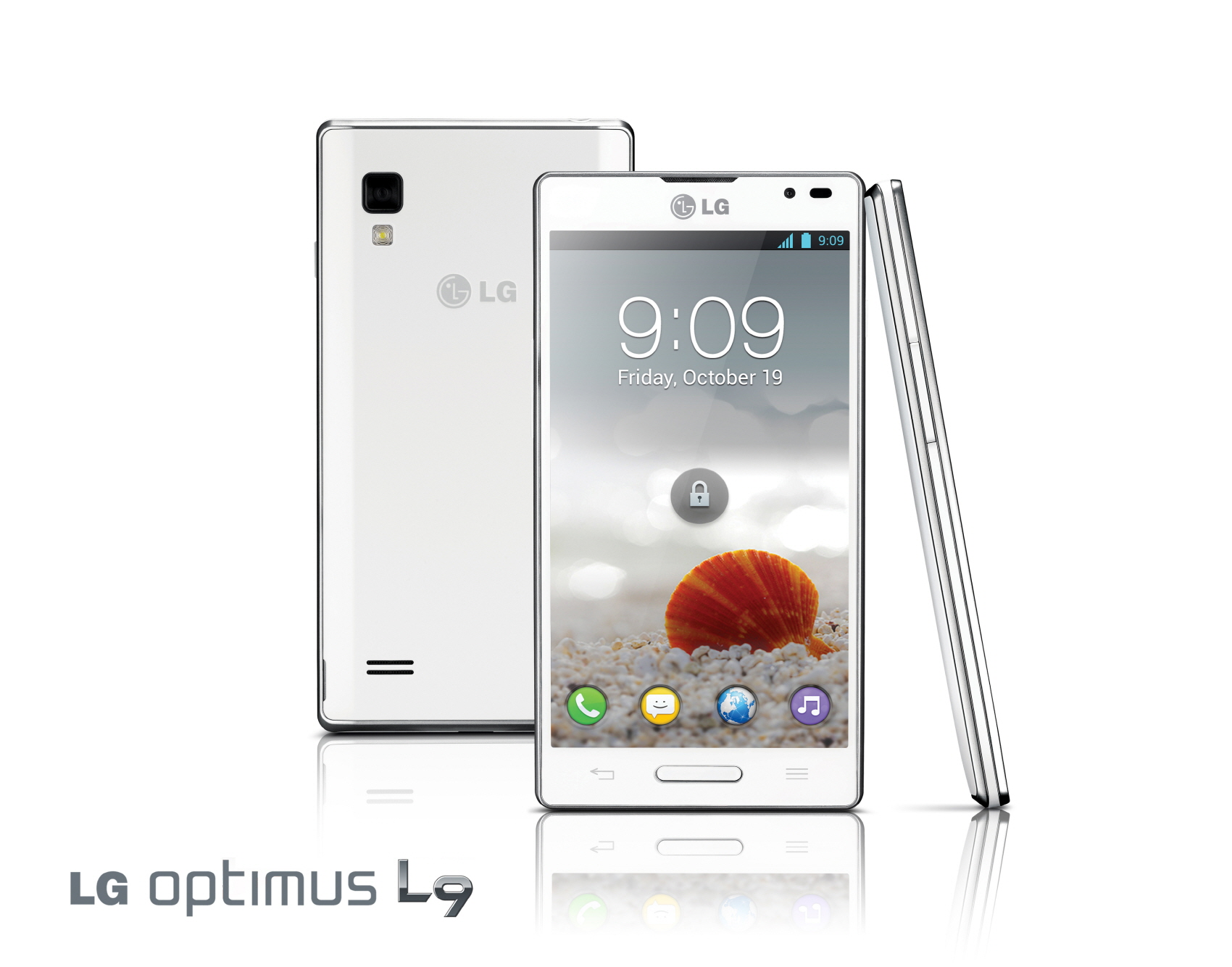
LG Optimus L9 (P760, P769, MS769)
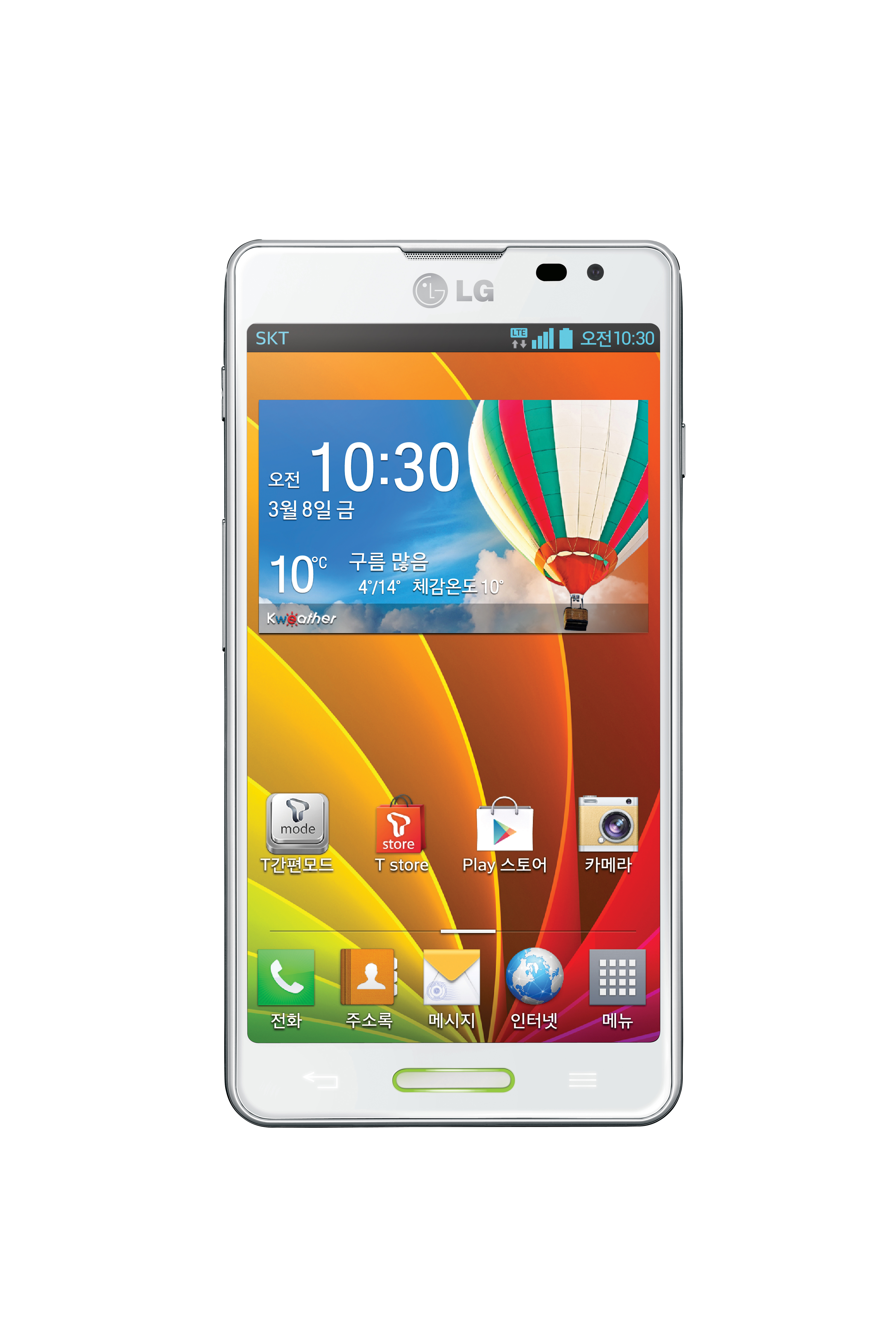
LG Optimus LTE 3 (LG Optimus F7)
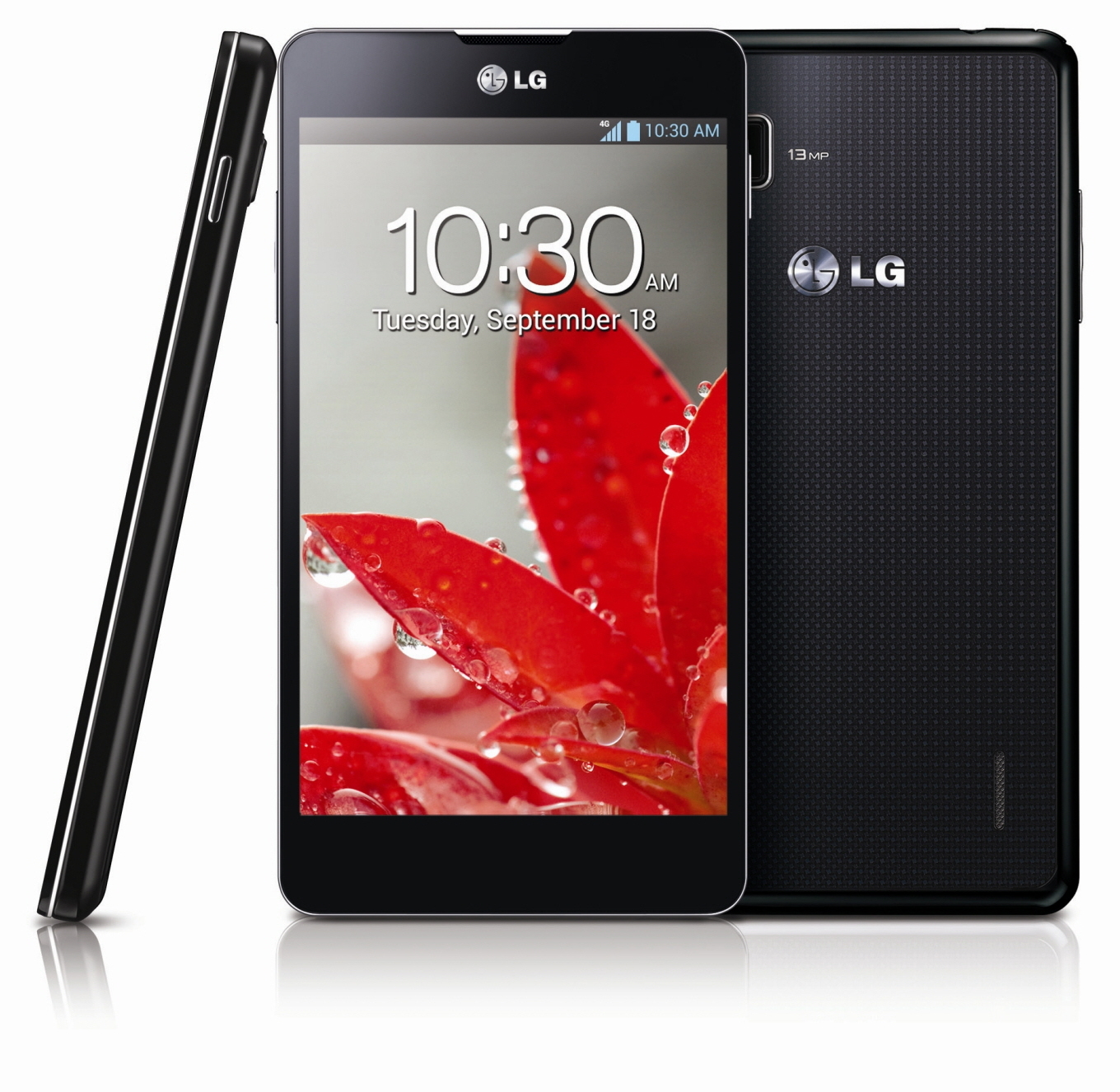
LG Optimus G

- LG Optimus L2 (E405)
- LG Optimus L3 (E400)
- LG Optimus L5 (E610)
- LG Optimus L7 (P700)
- LG Optimus L9 (P760, P769 (USA), MS769 (MetroPCS))
- LG Optimus L1 II (E410)
- LG Optimus L2 II (E420)
- LG Optimus L3 II (E430)
- LG Optimus L4 II (E440)
- LG Optimus L5 II (E460)
- LG Optimus L5 II Dual (E455)
- LG Optimus L7 II (P710)
- LG Optimus L9 II (D605)
- LG Optimus L20 (D100)
- LG Optimus L30 (D120)
- LG Optimus L35 (D150)
- LG Optimus L40 (D160)
- LG Optimus L50 (D213N)
- LG Optimus L60 (X145)
- LG Optimus L65 (D280N)
- LG Optimus L70 (D320N)
- LG Optimus L80 (D373)
- LG Optimus L90 (D405N)
- LG L Fino (D290N)
- LG L Bello (D331)

### Optimus F-serie (2013–)
- LG Optimus F3 (P659), auch LG VM720
- LG Optimus F5, auch: LG Lucid 2 (VS870)
- LG Optimus F6 (D500)
- LG Optimus F7, auch: LG Optimus LTE 3 (Südkorea)

### Optimus G-Serie (2012–)
- LG Optimus G (E970 in USA, E975 in Europa, Indien, E977 in Chile)
- LG Optimus G Pro (E980)
- LG G2
- LG G3
- LG G4
- LG G5
- LG G6
- LG G7
- LG G8 ThinQ

### Optimus Vu-Serie
- LG Optimus Vu (P895)

## D-Serie

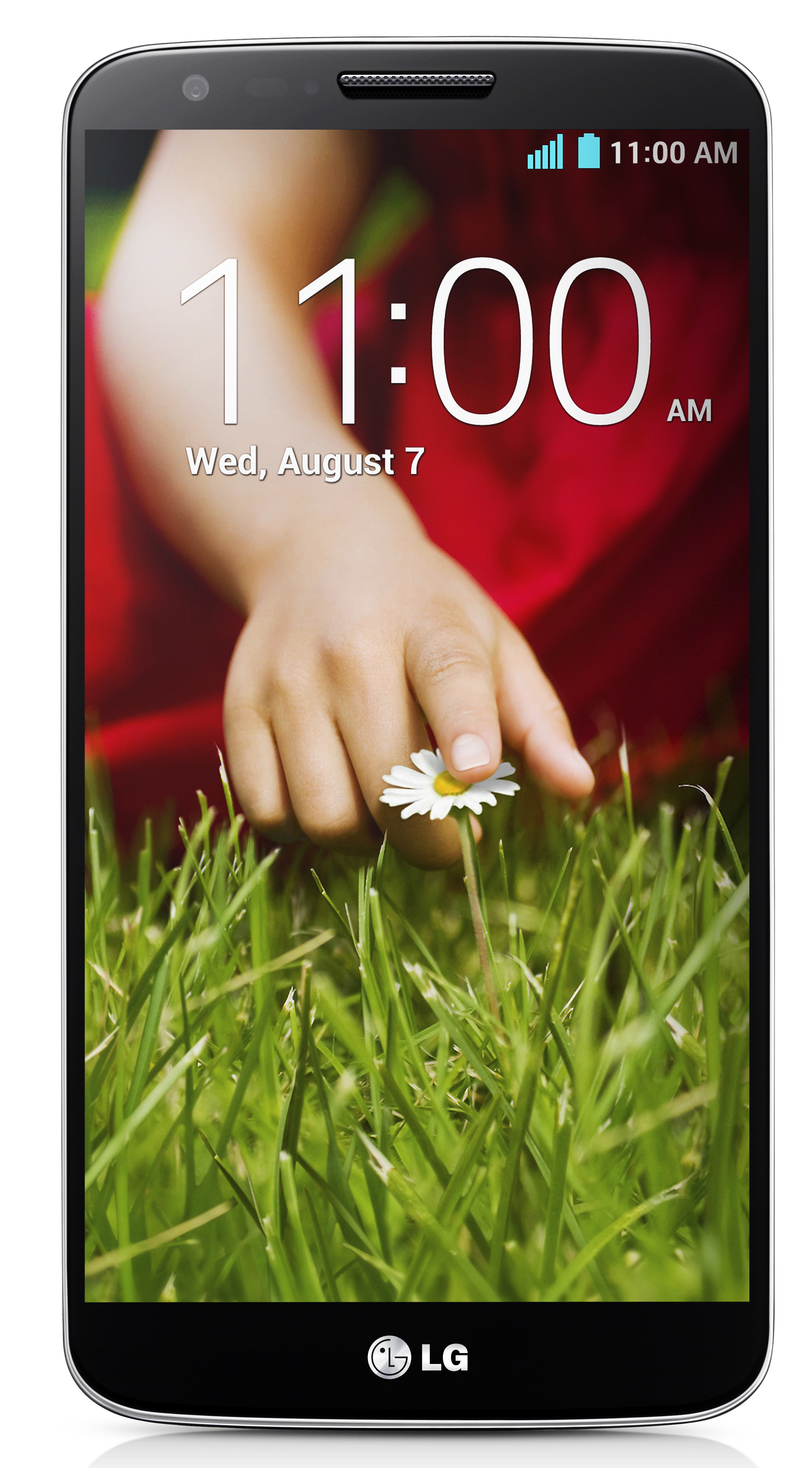
LG G2 (D802)
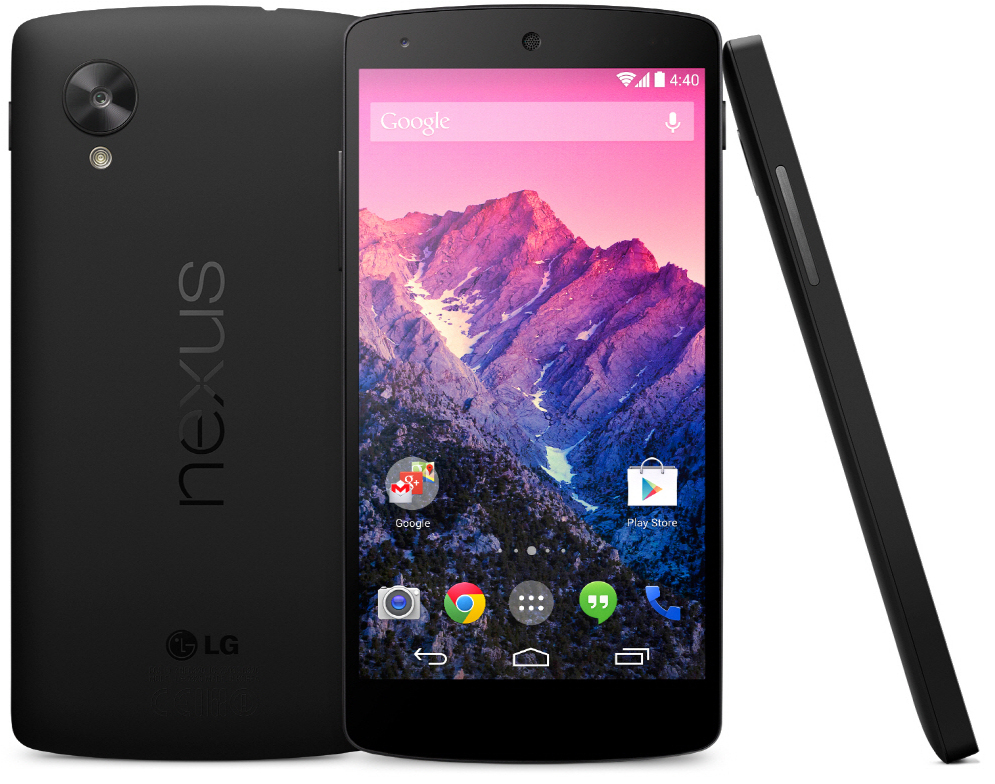
LG Nexus 5 (D821)

- LG D500 Optimus F6
- LG D605 Optimus L9 II
- LG G2 (D802), sowie in folgenden Varianten:
  - D800 (für AT&T),
  - D801 (für T-Mobile)
  - D803 (für Kanada)
  - D805 (für Lateinamerika)
  - LS980 (für Sprint)
  - VS980 (für Verizon Wireless)
- LG G3 (D855), sowie in folgenden Varianten:
  - AS985
  - D850
  - D851
  - D852
  - US990
  - VS985 (für Verizon)

- LG Nexus 5 (D821)
  - D820 (für USA, auch für Sprint, T-Mobile)

LG Nexus 4, siehe E-Serie

## Produktionsserien

### A-Serie
- LG A100
- LG A100A
- LG A100GO
- LG A108
- LG A110
- LG A120
- LG A130
- LG A133 (Alicia)
- LG A133CH
- LG A133GO
- LG A133R
- LG A140
- LG A140GO
- LG A155
- LG A160
- LG A165
- LG A170 (Cube)
- LG A170GO
- LG A175
- LG A175A
- LG A175B
- LG A180
- LG A180A
- LG A180B
- LG A190
- LG A190B
- LG A200
- LG A210A
- LG A210AN
- LG A210B
- LG A225
- LG A225GO
- LG A230
- LG A235
- LG A250
- LG A255
- LG A258
- LG A260
- LG A270
- LG A270E
- LG A271
- LG A275
- LG A290
- LG A310
- LG A310F
- LG A340
- LG A341
- LG A350
- LG A353
- LG A395
- LG A447
- LG A7110
- LG A7150

### AD-Serie
- LG AD2535
- LG AD2635
- LG AD3335
- LG AD5235
- LG AD5435
- LG AD600
- LG AD6335

### AS-Serie
- LG AS811
- LG AS991
- LG AS992
- LG AS993

### AX-Serie
- LG AX140
- LG AX145
- LG AX145GO
- LG AX155
- LG AX155GO
- LG AX245
- LG AX260
- LG AX260GO
- LG AX265
- LG AX265GO
- LG AX275GO
- LG AX275SV
- LG AX300
- LG AX310
- LG AX3100
- LG AX310GO
- LG AX3200
- LG AX355
- LG AX380
- LG AX390
- LG AX490
- LG AX500
- LG AX5000
- LG AX5450
- LG AX5550
- LG AX565
- LG AX585
- LG AX830
- LG AX840A
- LG AX4270
- LG AX4750
- LG AX8100
- LG AX8370
- LG AX8575
- LG AX8600

### B-Serie (2006–)
- LG B2000
- LG B2050
- LG B2050GO
- LG B2060
- LG B2070
- LG B2100
- LG B2100GO
- LG B2150
- LG B2250

### BD-Serie
- LG BD2030
- LG BD2233
- LG BD4000
- LG BD5130
- LG BD6070

### BL-Serie
- LG BL20
- LG BL20cf
- LG BL20E
- LG BL20GO
- LG BL20T
- LG BL20v
- LG BL40 (Newchocolate)
- LG BL40e
- LG BL40f
- LG BL40g
- LG BL42k

### BP-Serie
- LG BP3200
- LG BP4270
- LG BP5000
- LG BP5550
- LG BP6100

### BX-Serie
- LG BX4170
- LG BX5450
- LG BX6170
- LG BX7000

### C-Serie (Modelle für den US-Markt)

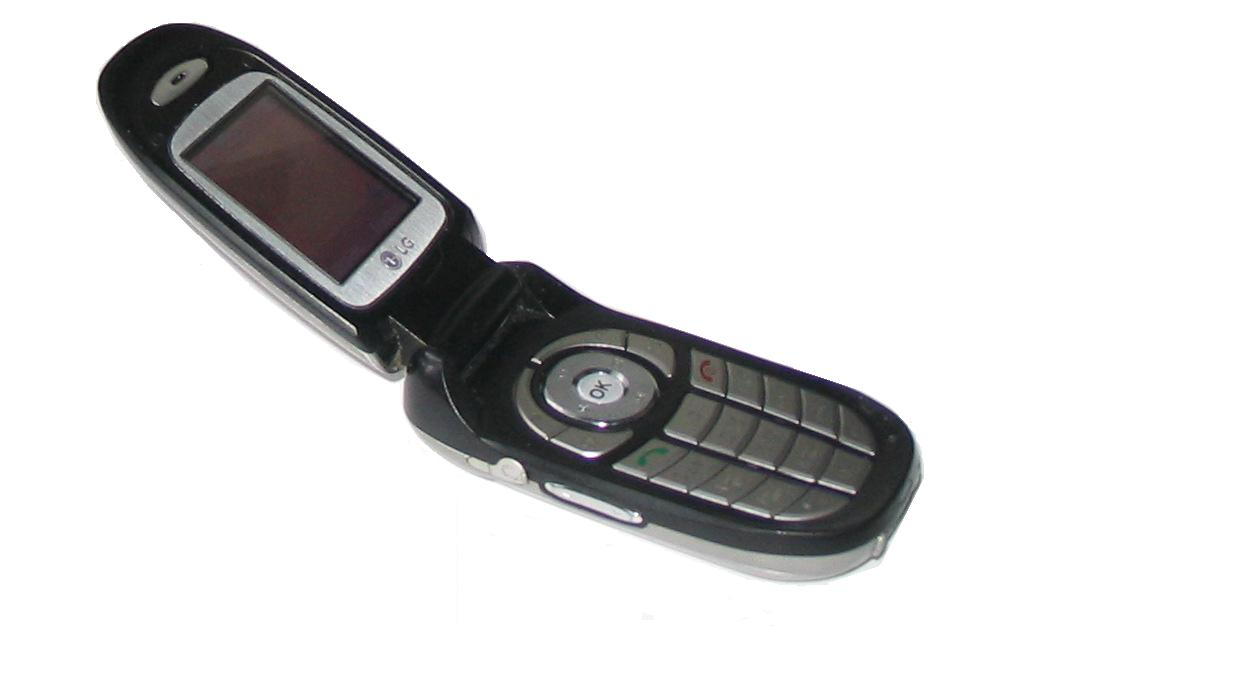
LG C3400
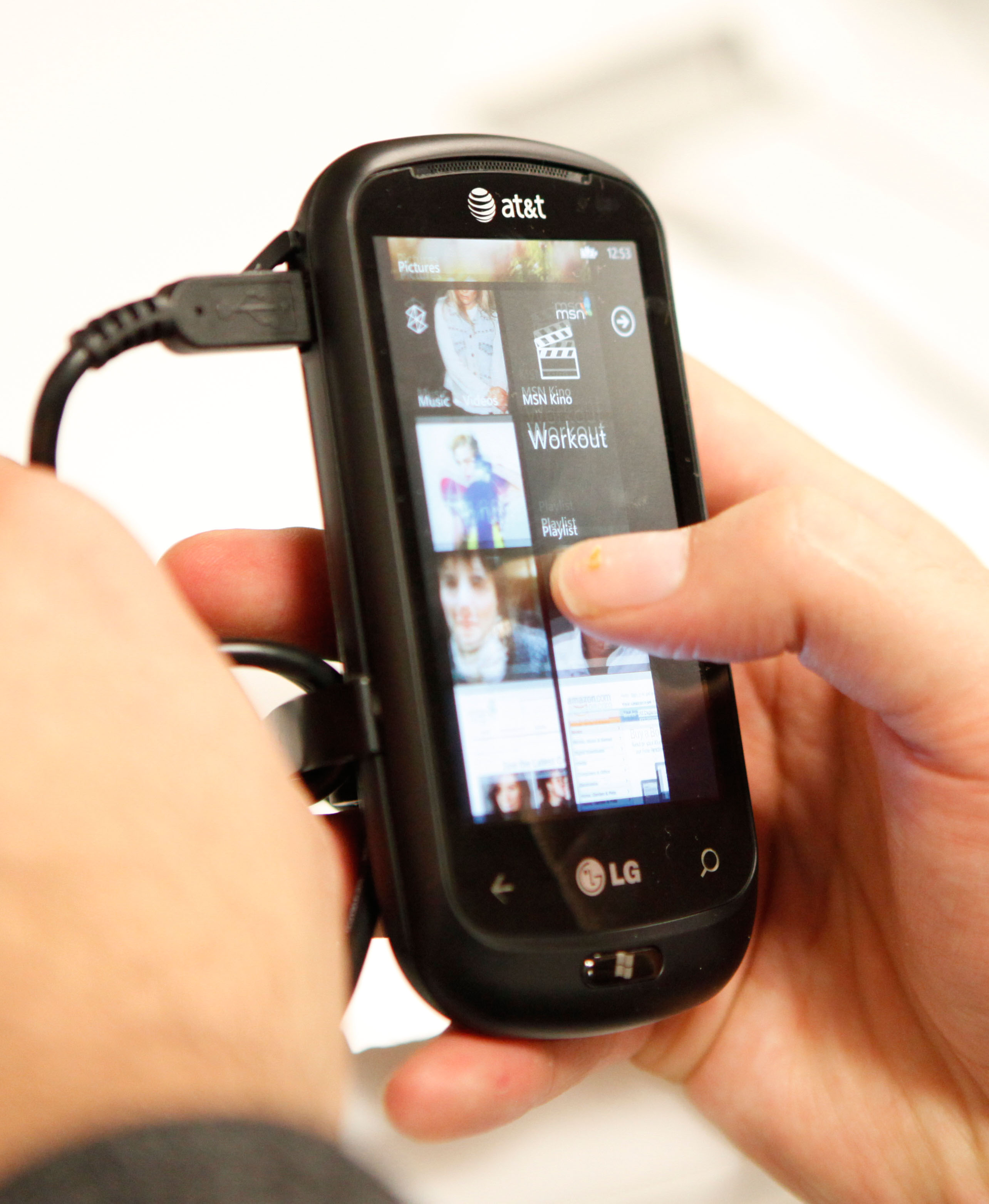
LG C900 Quantum / Optimus 7Q

- LG C100
- LG C105
- LG C193
- LG C195
- LG C195N
- LG C199
- LG C205
- LG C258
- LG C260
- LG C270
- LG C280
- LG C290
- LG C300 (Town II)
- LG C300GO
- LG C305
- LG C305N
- LG C310
- LG C3100
- LG C320 (Town)
- LG C320I
- LG C330
- LG C333
- LG C360
- LG C365
- LG C370
- LG C375
- LG C395
- LG C397
- LG C399
- LG C440
- LG C550 Optimus Chat
- LG C555
- LG C570F
- LG C570G
- LG C600
- LG C610
- LG C620
- LG C630
- LG C636
- LG C650
- LG C660 Optimus Pro
- LG C660H
- LG C660R
- LG C670
- LG C676
- LG C680
- LG C686
- LG C710H
- LG C729DW
- LG C800DG
- LG C800G Optimus Zip für Bell Mobility und Virgin Mobile Canada, auch bekannt als LG Enlighten für Verizon
- LG C800G Eclypse (für Kanada), wie LG Optimus Zip bzw. LG Enlighten (VS700)
- LG C810
- LG C820
- LG C900 Quantum, auch bekannt als LG Optimus 7Q
- LG C900B
- LG C900K
- LG C910
- LG C930
- LG C950
- LG C960
- LG C1100
- LG C1100GO
- LG C1150
- LG C1200
- LG C1300
- LG C1300i
- LG C1400
- LG C1500
- LG C2000
- LG C2100
- LG C2200
- LG C2200GO
- LG C3300
- LG C3300GO
- LG C330I
- LG C3310
- LG C3310GO
- LG C3320
- LG C3320GO
- LG C3380
- LG C3400
- LG C3600

### CB-Serie (Modelle für den US-Markt)
- LG CB630

### CD-Serie (Modelle für den US-Markt)
- LG CD02
- LG CD3000
- LG CD3600
- LG CD6100

### CE-Serie (Modelle für den US-Markt)
- LG CE110
- LG CE500

### CF-Serie (Modelle für den US-Markt)
- LG CF360
- LG CF360GO
- LG CF360GO1
- LG CF750

### CG-Serie (Modelle für den US-Markt)
- LG CG180
- LG CG225
- LG CG300

### CM-Serie (Modelle für den US-Markt)
- LG CM101

### CP-Serie (Modelle für den US-Markt)
- LG CP150

### CT-Serie (Modelle für den US-Markt)
- LG CT100
- LG CT810
- LG CT815

### CU-Serie (Modelle für den US-Markt)

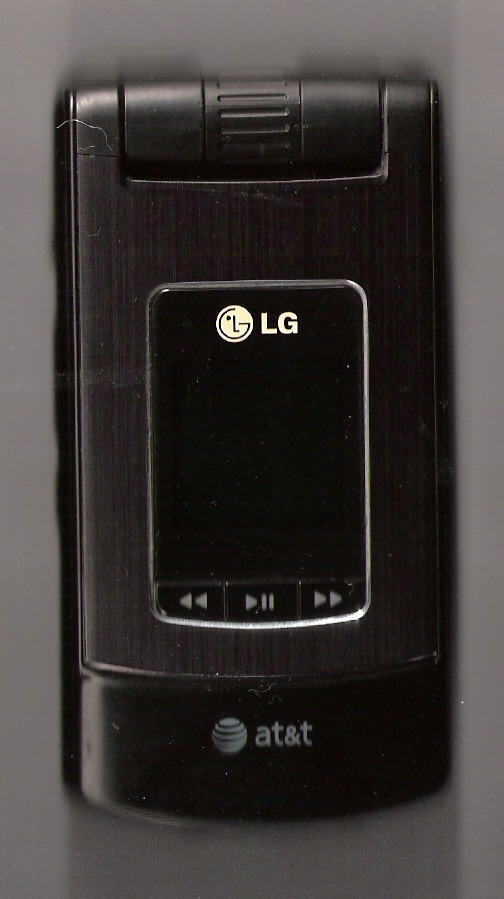
LG CU500
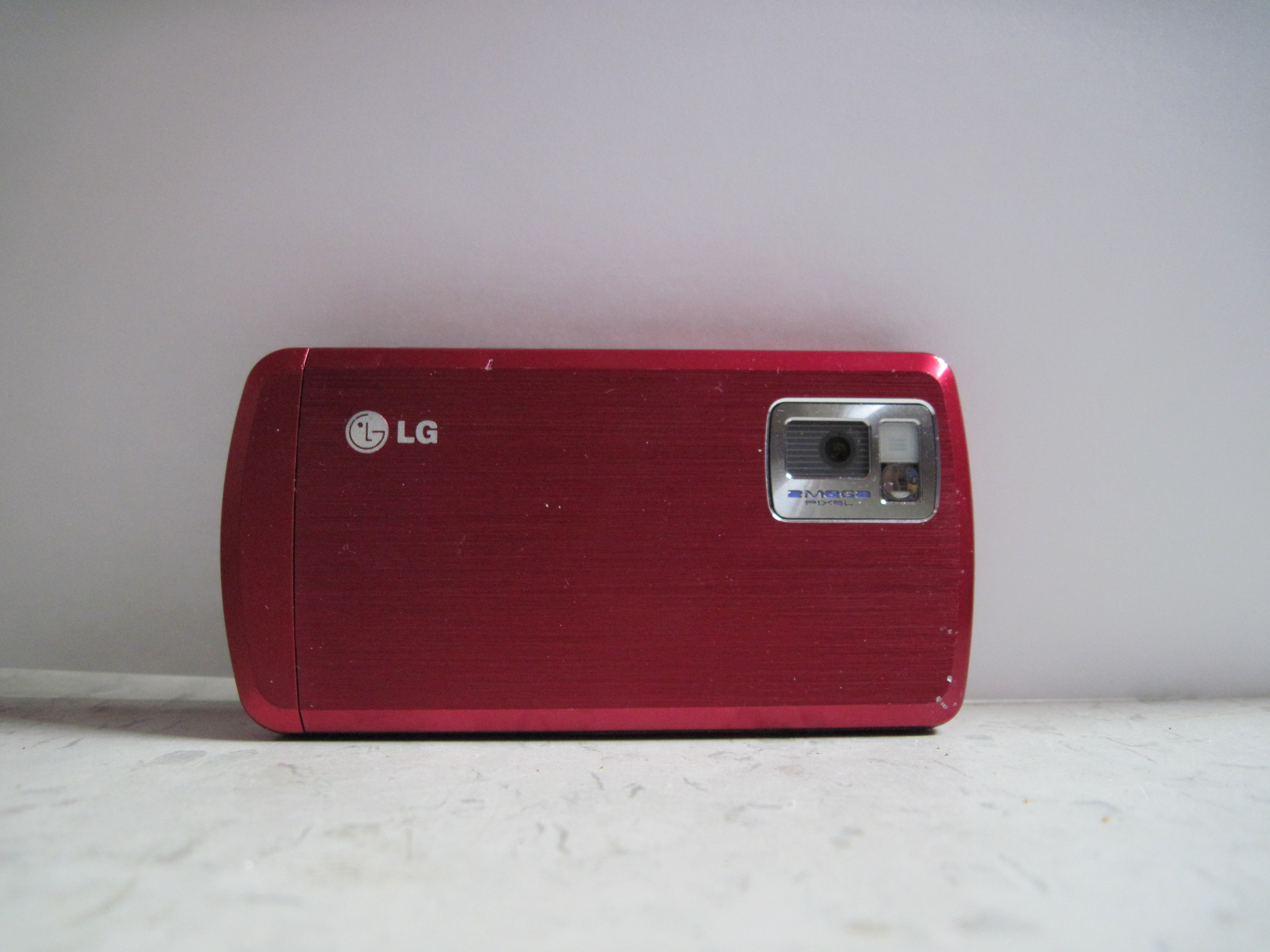
LG CU720

- LG CU320
- LG CU400
- LG CU405
- LG CU500
- LG CU500V
- LG CU500v
- LG CU515
- LG CU515R
- LG CU575 (Trax)
- LG CU720 (Shine), wie LG KE970
- LG CU915 (Vu)
- LG CU920
- LG CU6060
- LG CU6160
- LG CU6260
- LG CU6360
- LG CU6760
- LG CU8080
- LG CU8180
- LG CU8188
- LG CU8280
- LG CU8380

### CX-Serie (Modelle für den US-Markt)
- LG CX125
- LG CX150
- LG CX150B
- LG CX150V
- LG CX160P
- LG CX160V
- LG CX200
- LG CX210
- LG CX230S
- LG CX230V
- LG CX231
- LG CX231P
- LG CX245
- LG CX260
- LG CX260B
- LG CX260P
- LG CX260S
- LG CX260V
- LG CX265
- LG CX265B
- LG CX265P
- LG CX265S
- LG CX265T
- LG CX265V
- LG CX265X
- LG CX280
- LG CX280B
- LG CX285
- LG CX3200
- LG CX325
- LG CX325B
- LG CX380
- LG CX385
- LG CX385B
- LG CX400K
- LG CX490
- LG CX500K
- LG CX535
- LG CX550
- LG CX570
- LG CX570V
- LG CX600
- LG CX600B
- LG CX600K
- LG CX670
- LG CX700
- LG CX800
- LG CX800B
- LG CX830
- LG CX830B
- LG CX1000
- LG CX3300
- LG CX3300B
- LG CX3300V
- LG CX4600
- LG CX4750
- LG CX5400
- LG CX5400B
- LG CX5400S
- LG CX5450
- LG CX5500
- LG CX5500X
- LG CX550B
- LG CX5550
- LG CX6070
- LG CX6100
- LG CX6200
- LG CX6200B
- LG CX700B
- LG CX700K
- LG CX700V
- LG CX7100
- LG CX7100X
- LG CX8100
- LG CX8500
- LG CX8550
- LG CX8560
- LG CX8600
- LG CX8700B
- LG CX8700BW
- LG CX8700T
- LG CX8700X
- LG CX8800
- LG CX9100
- LG CX9100X
- LG CX9200
- LG CX9600
- LG CX9700
- LG CX10000B
- LG CX10000BW
- LG CX10000T

### E-Serie
- LG E400 Optimus L3
- LG E720 Optimus Chick
- LG E900 Optimus 7
- LG E960 Nexus 4

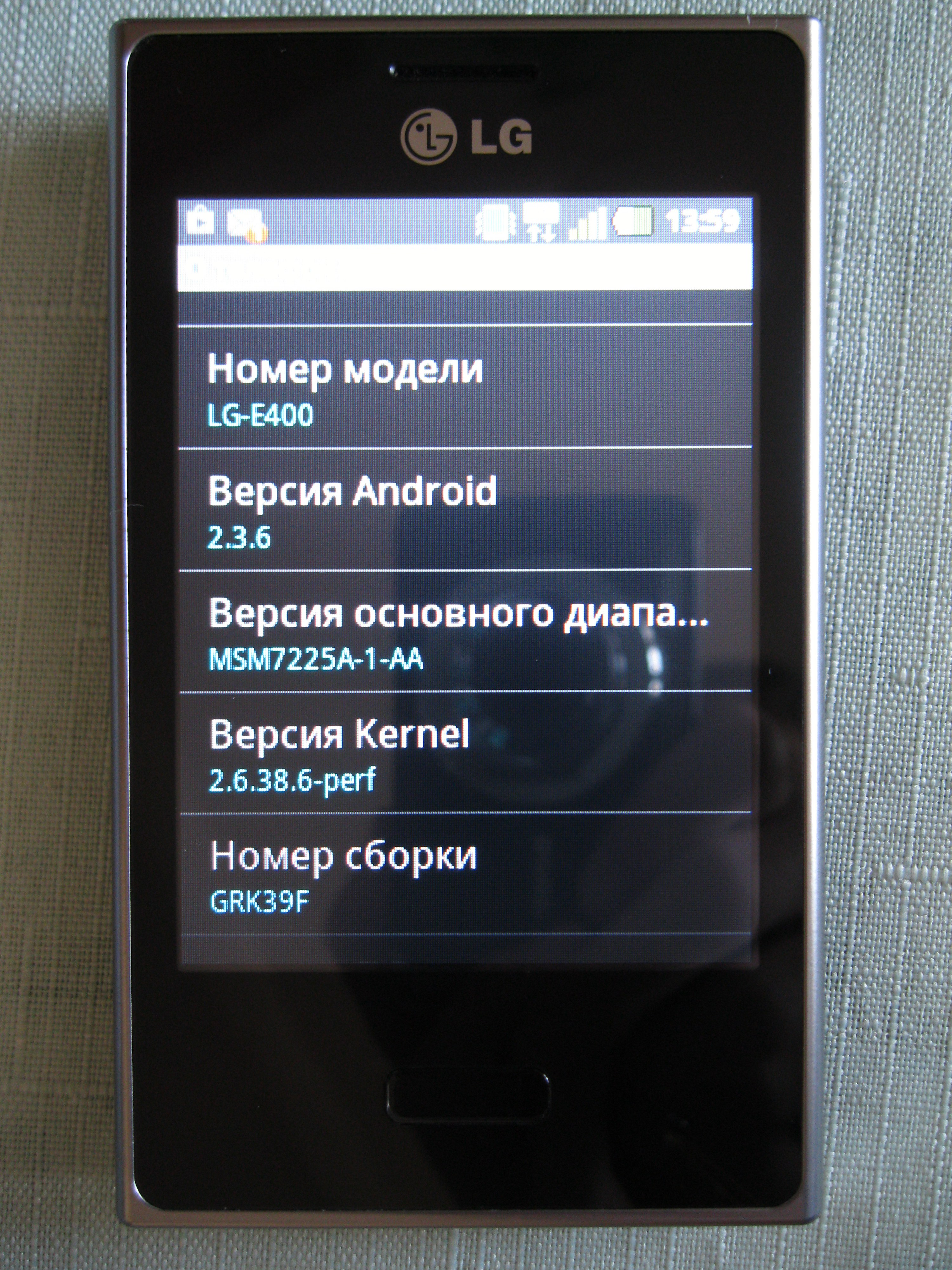
LG E400 Optimus L3
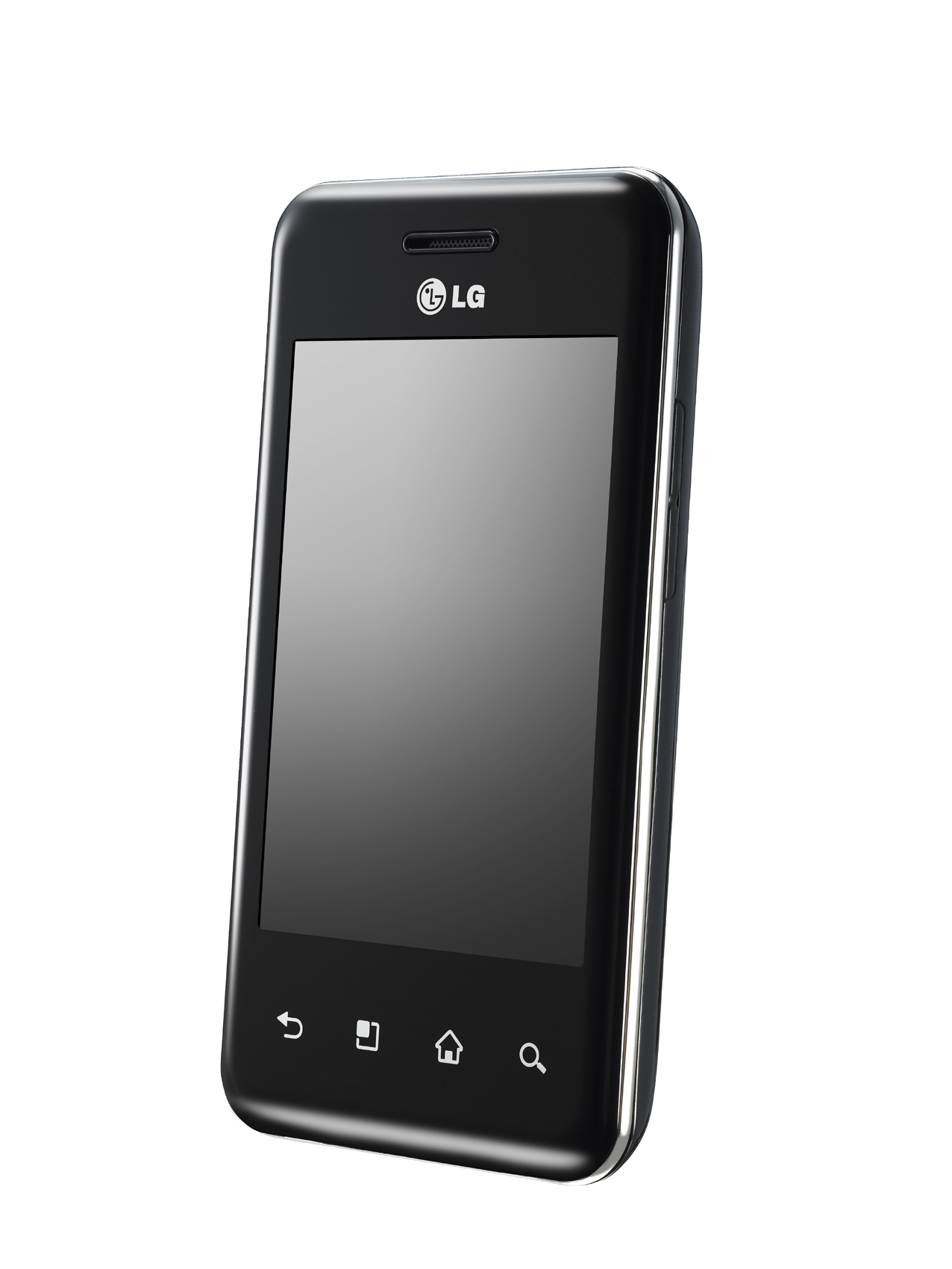
LG E405 Optimus L2
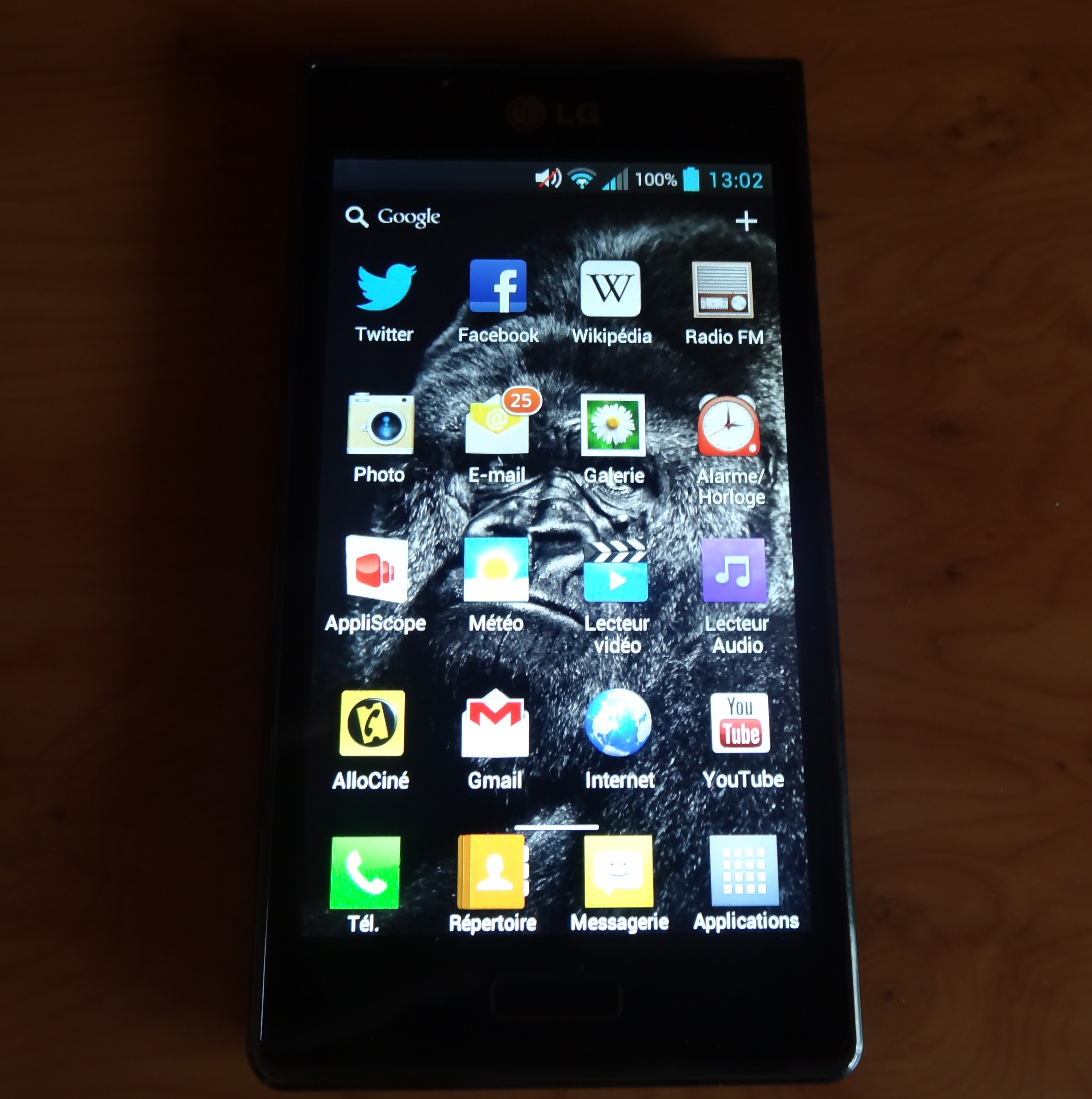
LG E410 Optimus L1 II
- LG E420 Optimus L2 II
- LG E430 Optimus L3 II
- LG E440 Optimus L4 II
- LG E455 Optimus L5 II Dual (für 2 SIM-Karten)
- LG E460 Optimus L5 II
- LG E500
- LG E510 Optimus Hub
- LG E610 Optimus L5
- LG E720 Optimus Chic
- LG E720k
- LG E730 Optimus Sol
- LG E900 Optimus 7
- LG E906 Optimus 7 (Jil Sander Edition)
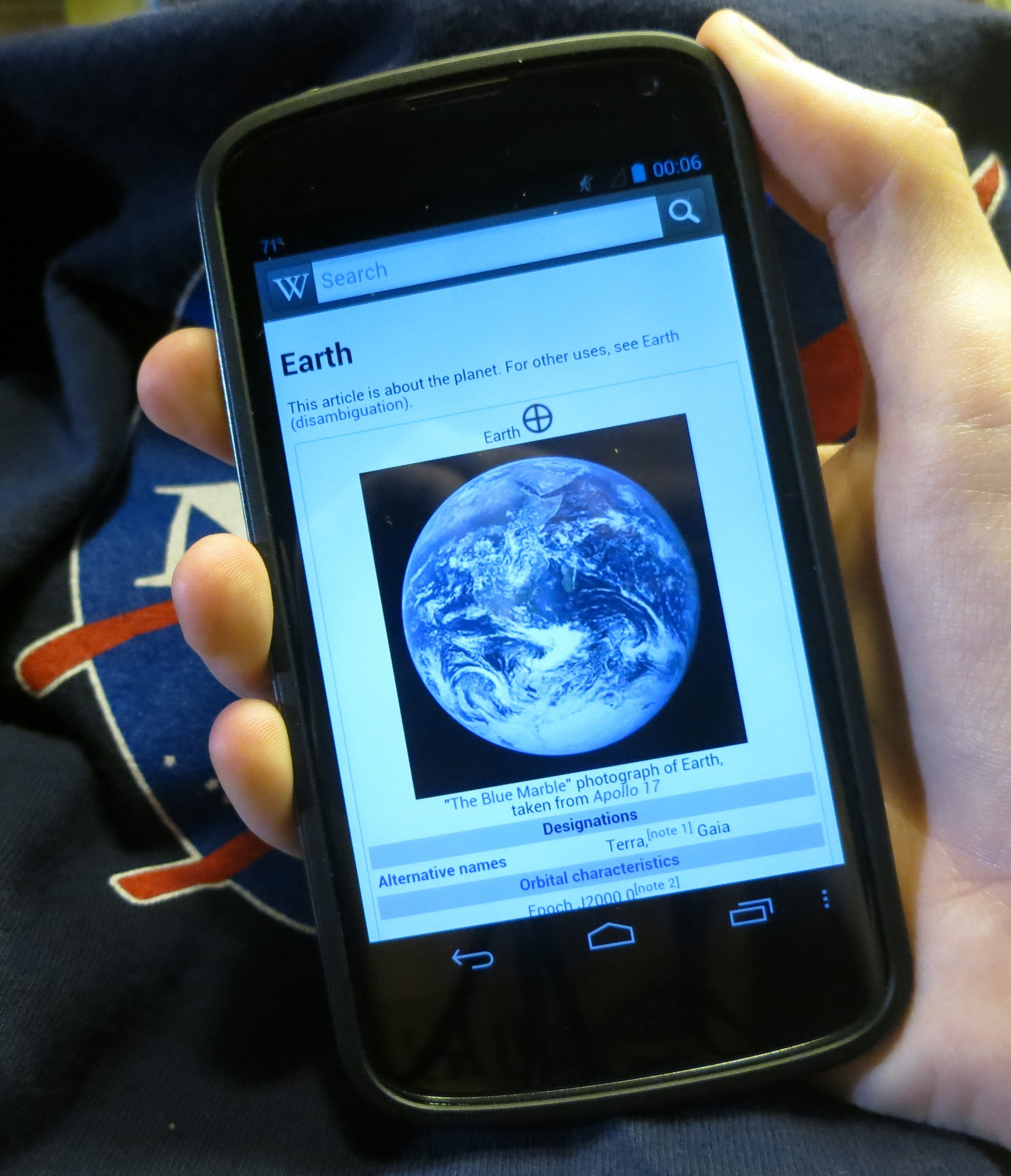
LG E960 Nexus 4
- LG E970 LG Optimus G (für den US-Markt)
- LG E975 LG Optimus G (für Europa und Indien)
- LG E977 LG Optimus G (für Chile)
- LG E980 LG Optimus G Pro (für AT&T)
- LG E6510

### F-Serie
- LG F700
- LG F1200
- LG F2100
- LG F2200
- LG F2250
- LG F2300
- LG F2400 (Klapphandy)
- LG F3000 (Klapphandy)
- LG F7200
- LG F7250
- LG F9100
- LG F9200

### G-Serie (Modelle für den europäischen Markt)
- LG G600
- LG G912
- LG G1100
- LG G1500
- LG G1610
- LG G1800
- LG G1800
- LG G210
- LG G3000
- LG G3100
- LG G4011
- LG G4015
- LG G4020
- LG G4050
- LG G5220c
- LG G5300
- LG G5300i
- LG G5310
- LG G5400
- LG G5500
- LG G5600
- LG G6070
- LG G650
- LG G7000
- LG G7020
- LG G7030
- LG G7050
- LG G7070
- LG G7100
- LG G7120
- LG G7200
- LG G8000

### GB-Serie (Modelle für den europäischen Markt)
- LG GB102
- LG GB106
- LG GB108
- LG GB109
- LG GB110
- LG GB115
- LG GB125
- LG GB130
- LG GB170
- LG GB190
- LG GB210
- LG GB220
- LG GB230
- LG GB250
- LG GB270
- LG GB280

### GC-Serie (Modelle für den europäischen Markt)
- LG GC900 (Viewty Smart)

### GD-Serie (Modelle für den europäischen Markt)

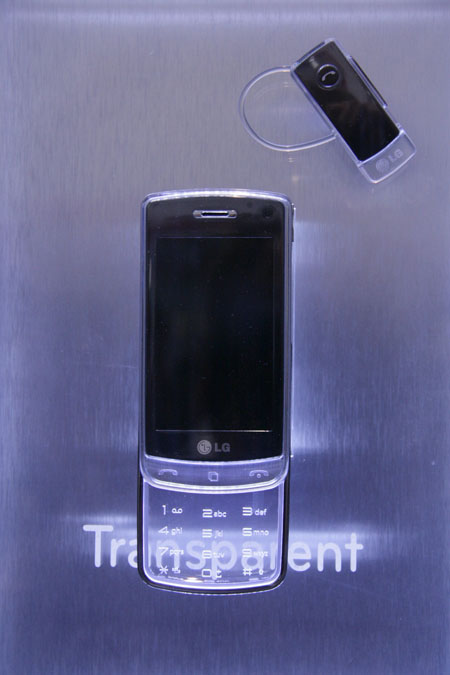
LG GD900 (Transparent Phone)
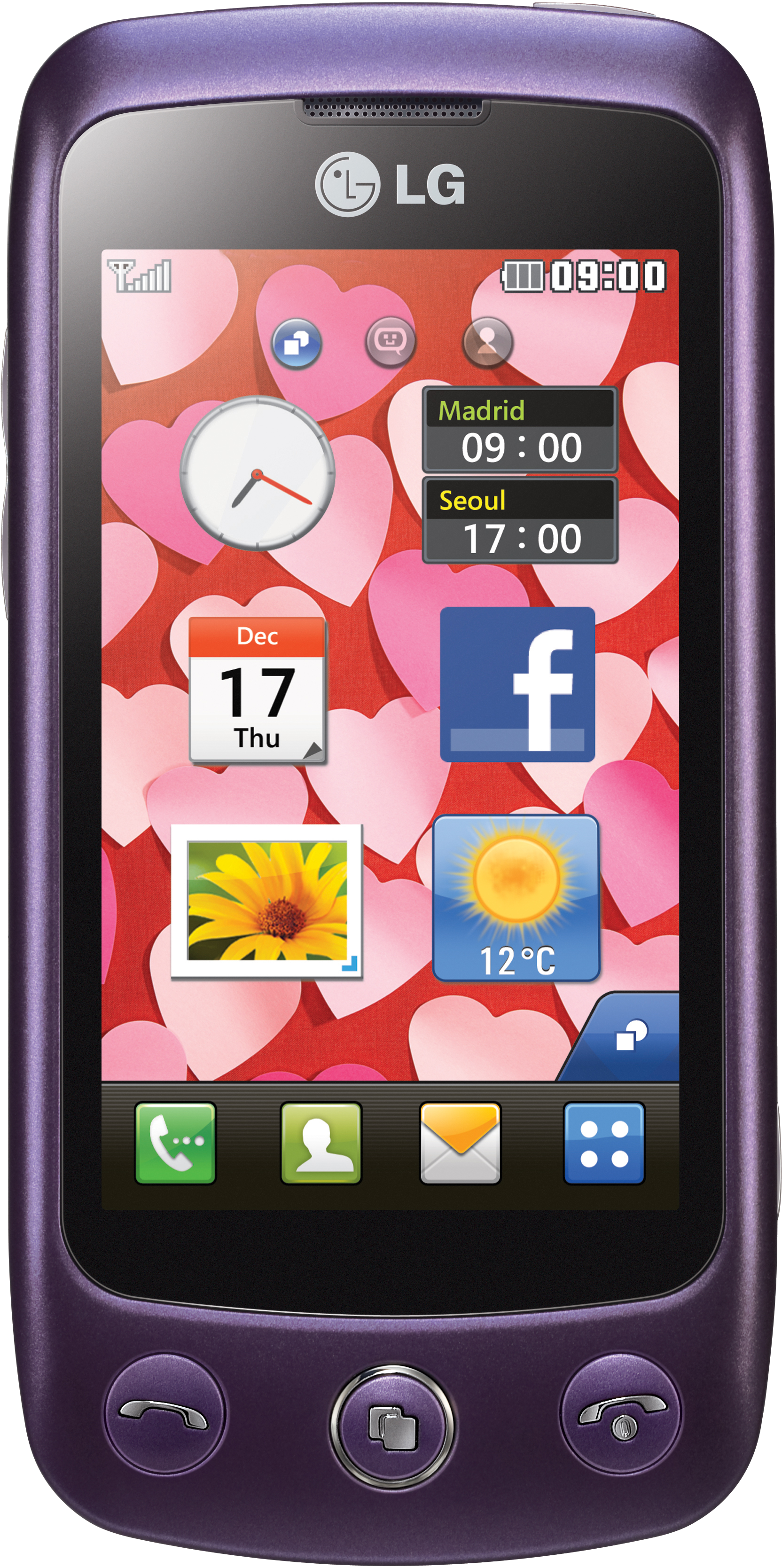
LG GS500 (Cookie Plus)
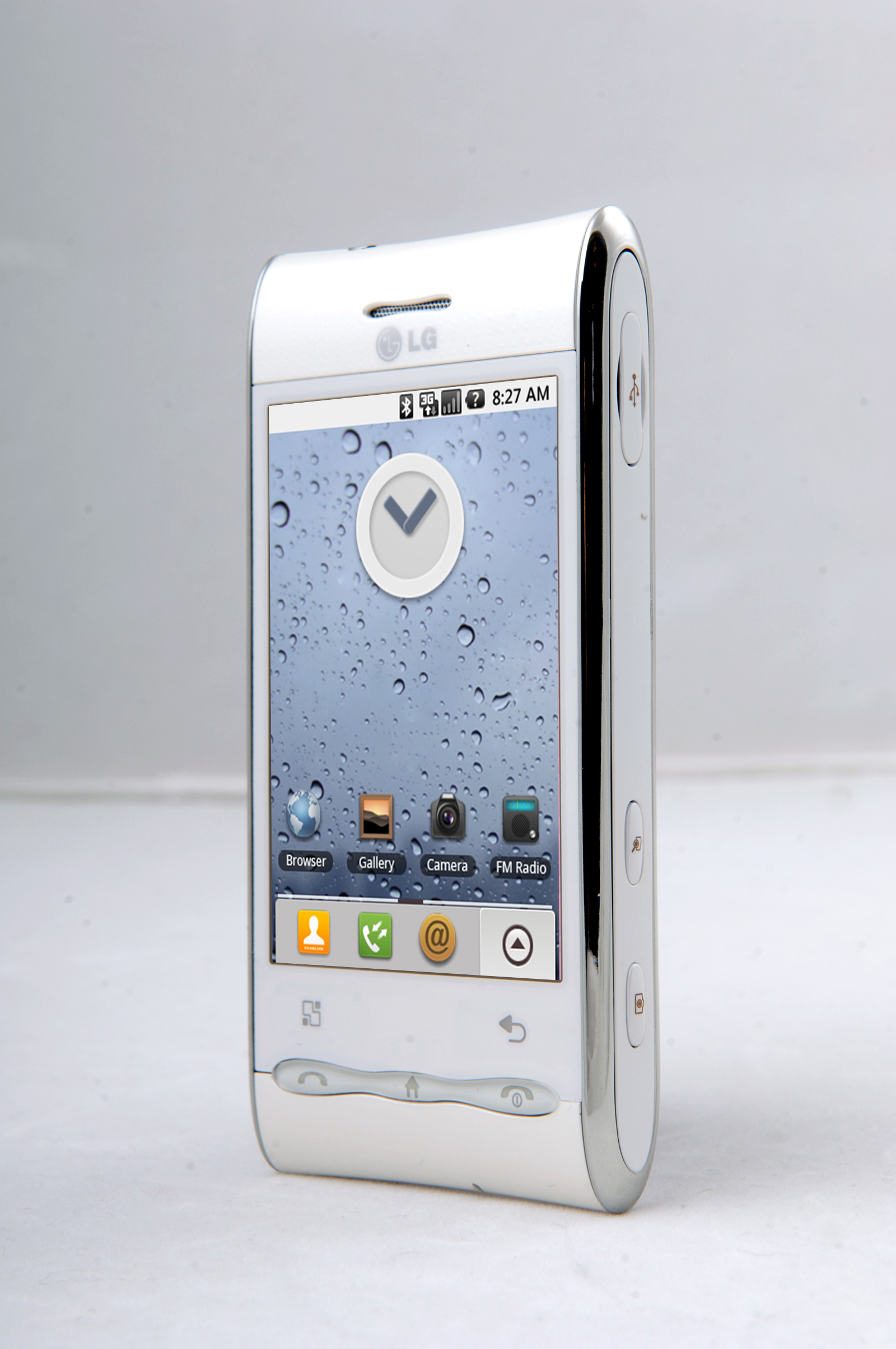
LG GT540 Optimus

- LG GD330 (Touch Phone)
- LG GD510 (Full Touchscreen Phone)
- LG GD550 (Pure)
- LG GD580 (Lollipop)
- LG GD880 (Mini)
- LG GD900 (Transparent Phone)
- LG GD910 (Watch Phone)

### GM-Serie (Modelle für den europäischen Markt)
- LG GM205
- LG GM360 (Viewty Plus)
- LG GM750

### GS-Serie (Modelle für den europäischen Markt)
- LG GS101 (Anna)
- LG GS290 (Cookie Fresh)
- LG GS500v (Cookie Plus)
- LG GS155a

### GT-Serie (Modelle für den europäischen Markt)
- LG GT350
- LG GT365
- LG GT400 (Viewty Smile, Pathfinder lite)
- LG GT505 (Pathfinder)
- LG GT540 Optimus, auch LG Loop, LG Swift

### GW-Serie (Modelle für den europäischen Markt)
- LG GW300
- LG GW525/GW520 Blue
- LG GW910 Panther

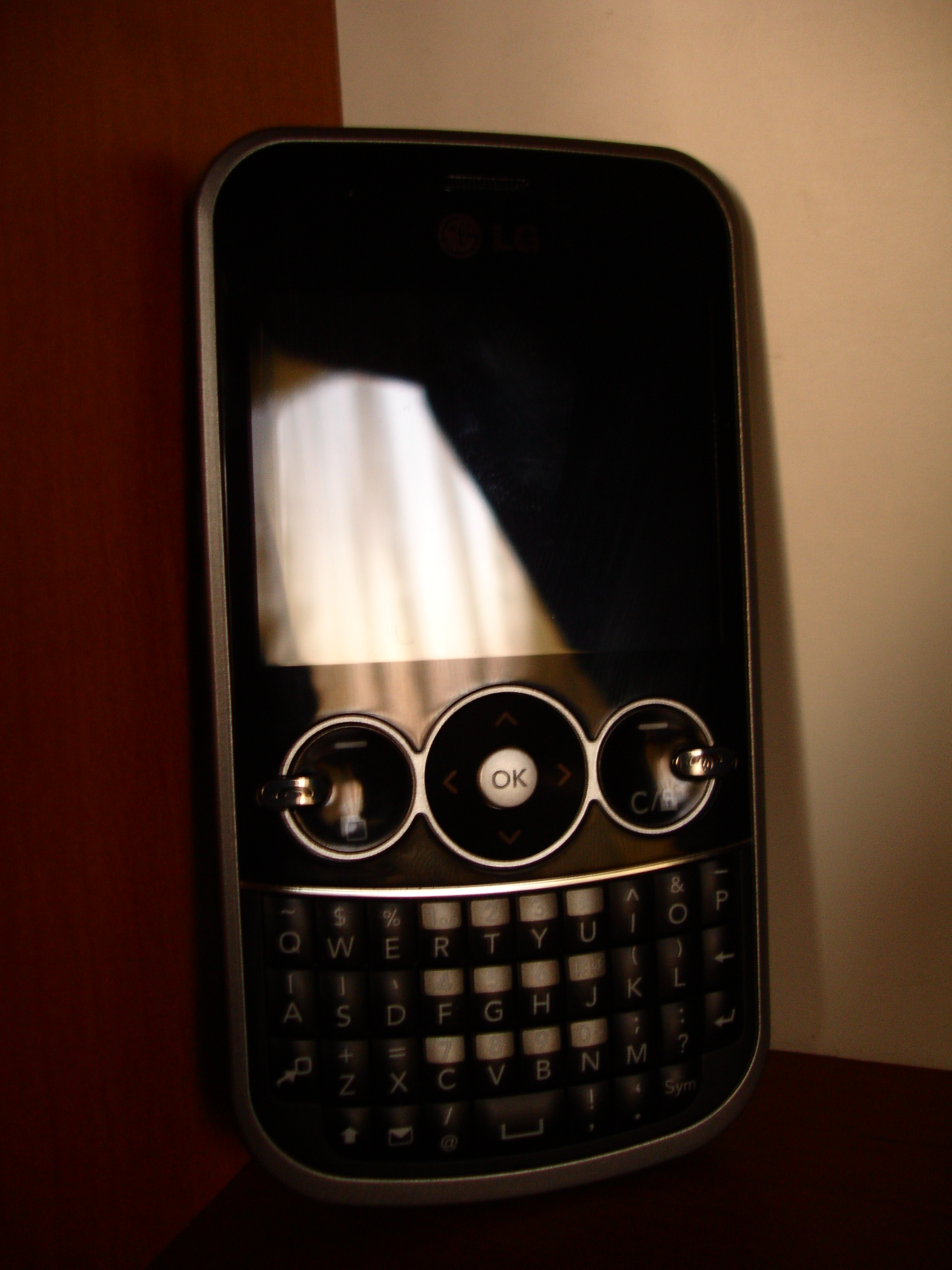
LG GW300
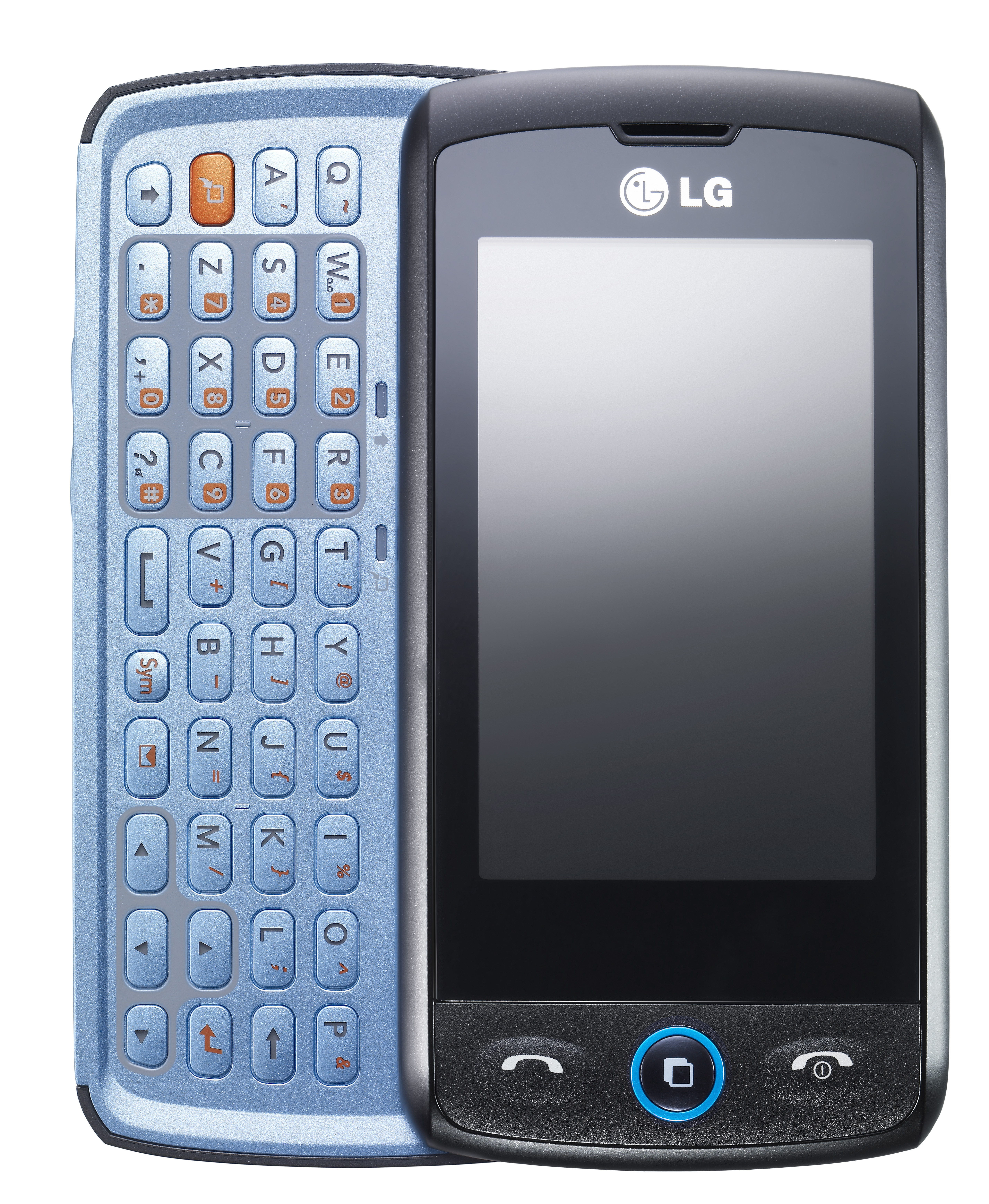
LG GW520 (Etna)
- LG GW525 (Breeze)
- LG GW620 (Eve – das erste Android Telefon von LG)
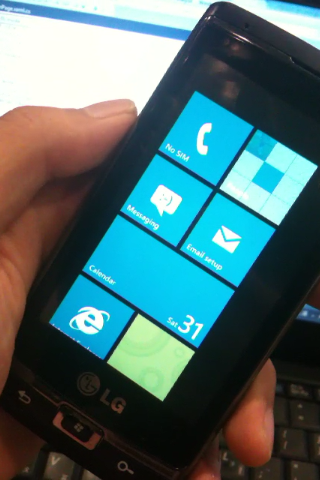
LG GW910 (Panther)

### GX-Serie (Modelle für den europäischen Markt)
- LG GX200
- LG GX300
- LG GX500

### H-Serie
- LG H810
- LG H811
- LG H815
- LG H820
- LG H830
- LG H850
- LG H850 (Marketing!)
- LG H870
- LG H872
- LG H930
- LG H931
- LG H932
- LG H933

### KB-Serie (Modelle für den europäischen Markt)

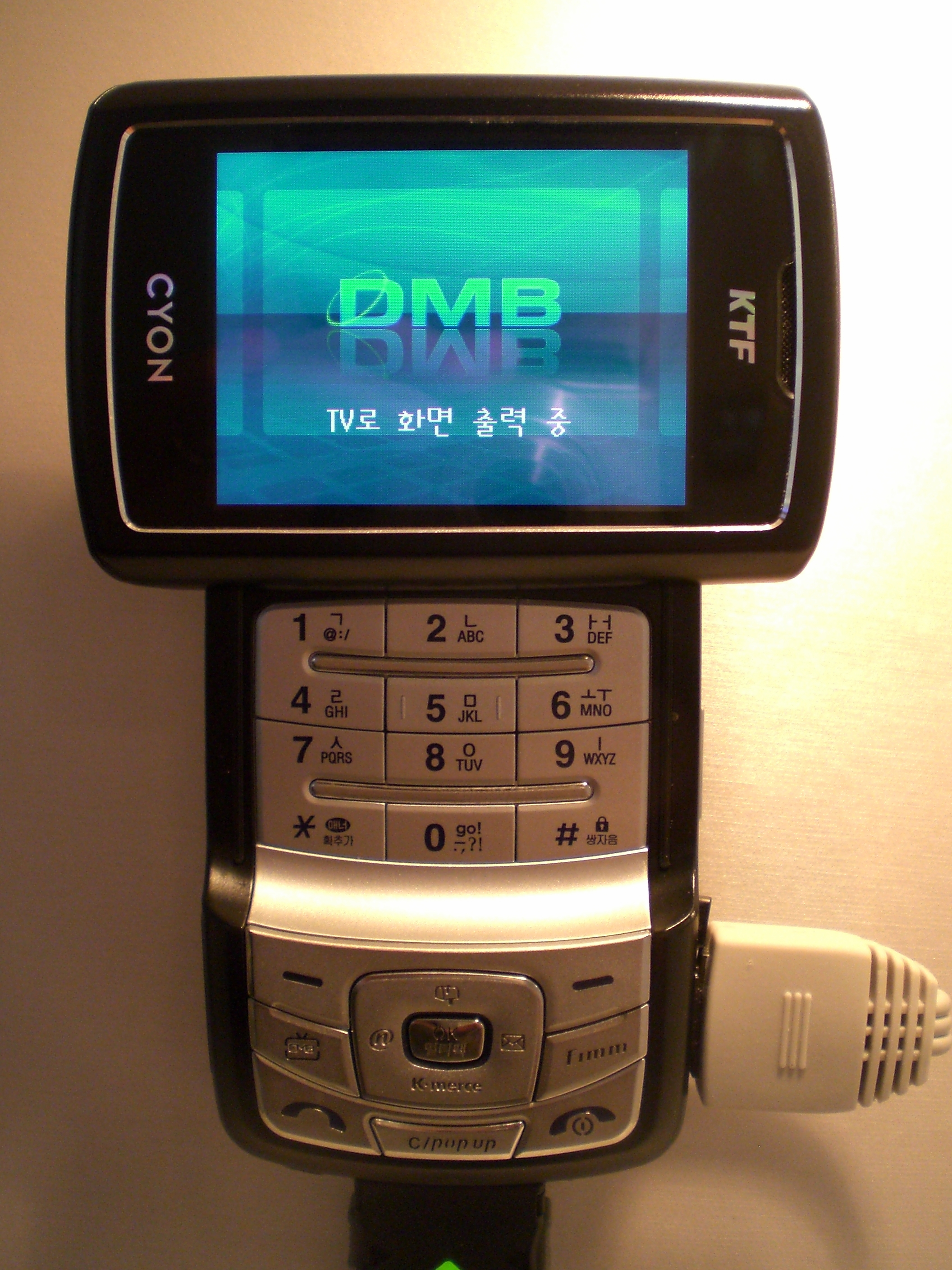
LG KB1500 (Cyon)
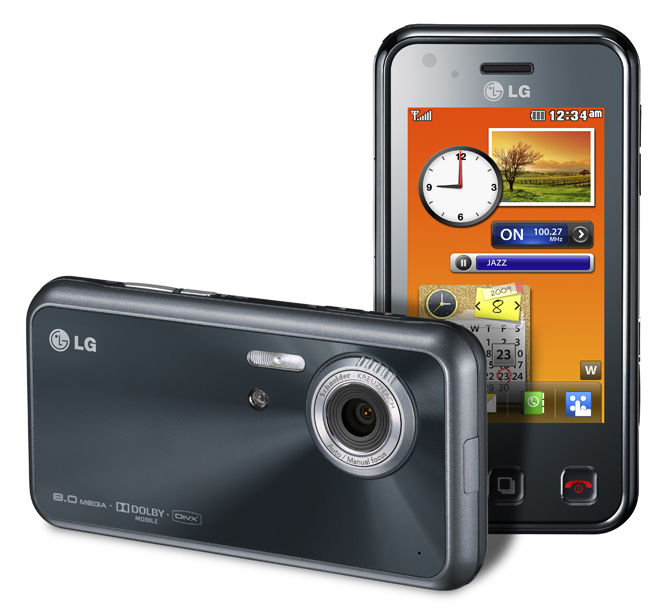
LG KC910 Renoir
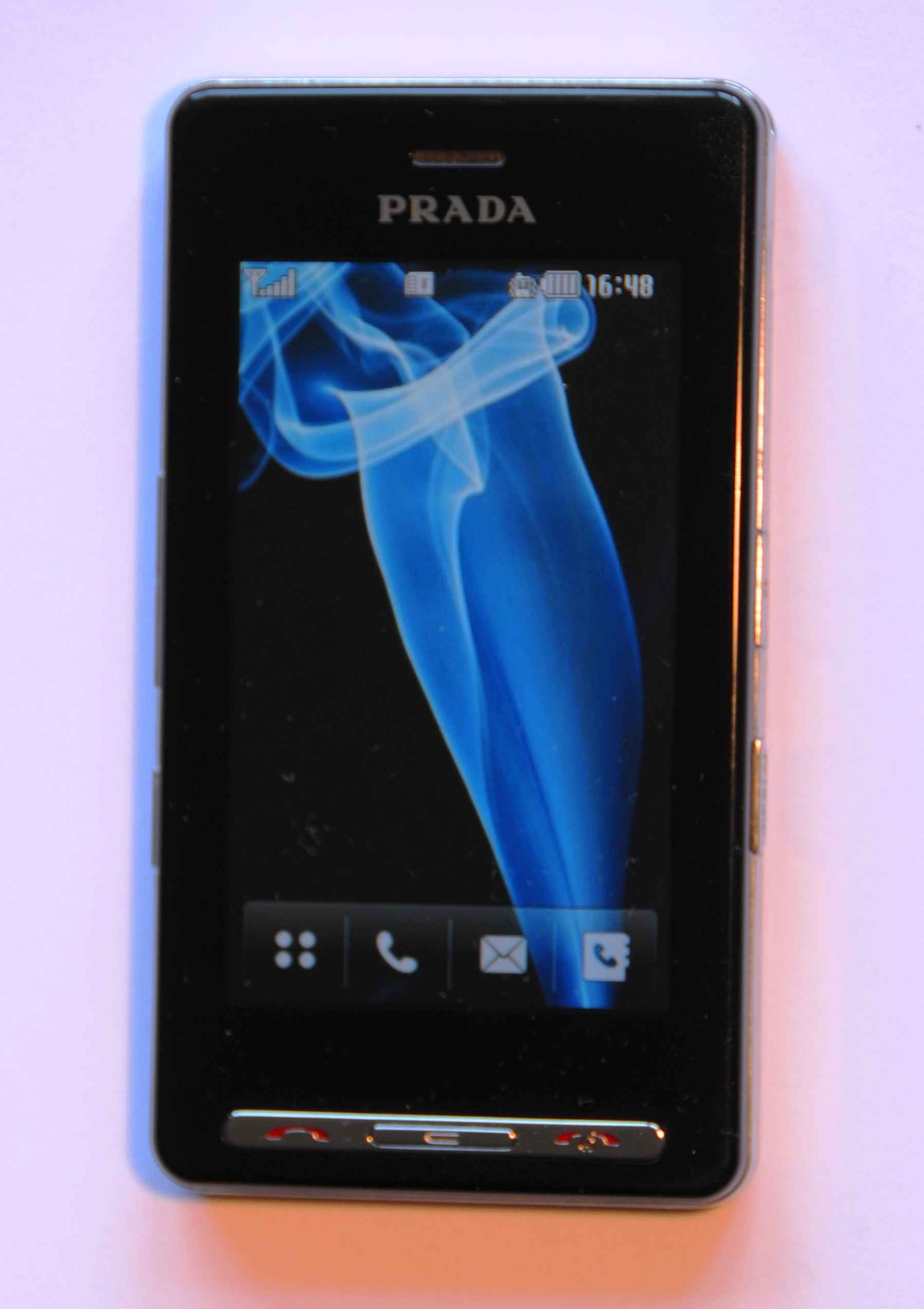
LG KE850 (Prada)
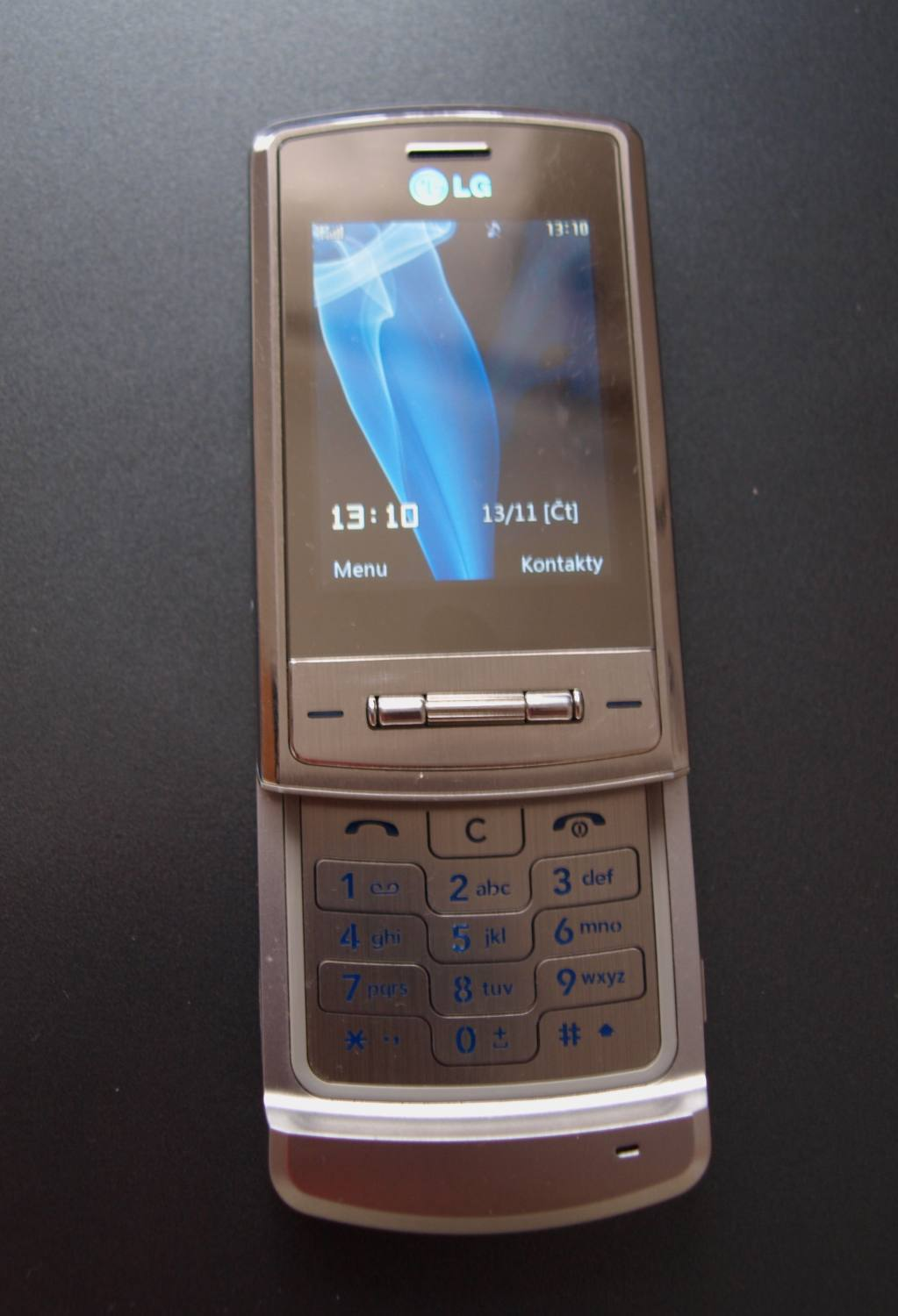
LG KE970 (Shine) / LG U970

- KB1500 (Cyon)

### KC-Serie (Modelle für den europäischen Markt)
- KC910 (Renoir)
- LG KC550

### KE-Serie (Modelle für den europäischen Markt)
- KE500
- KE850 (Prada)
- KE970 (Shine)

### KF-Serie (Modelle für den europäischen Markt)

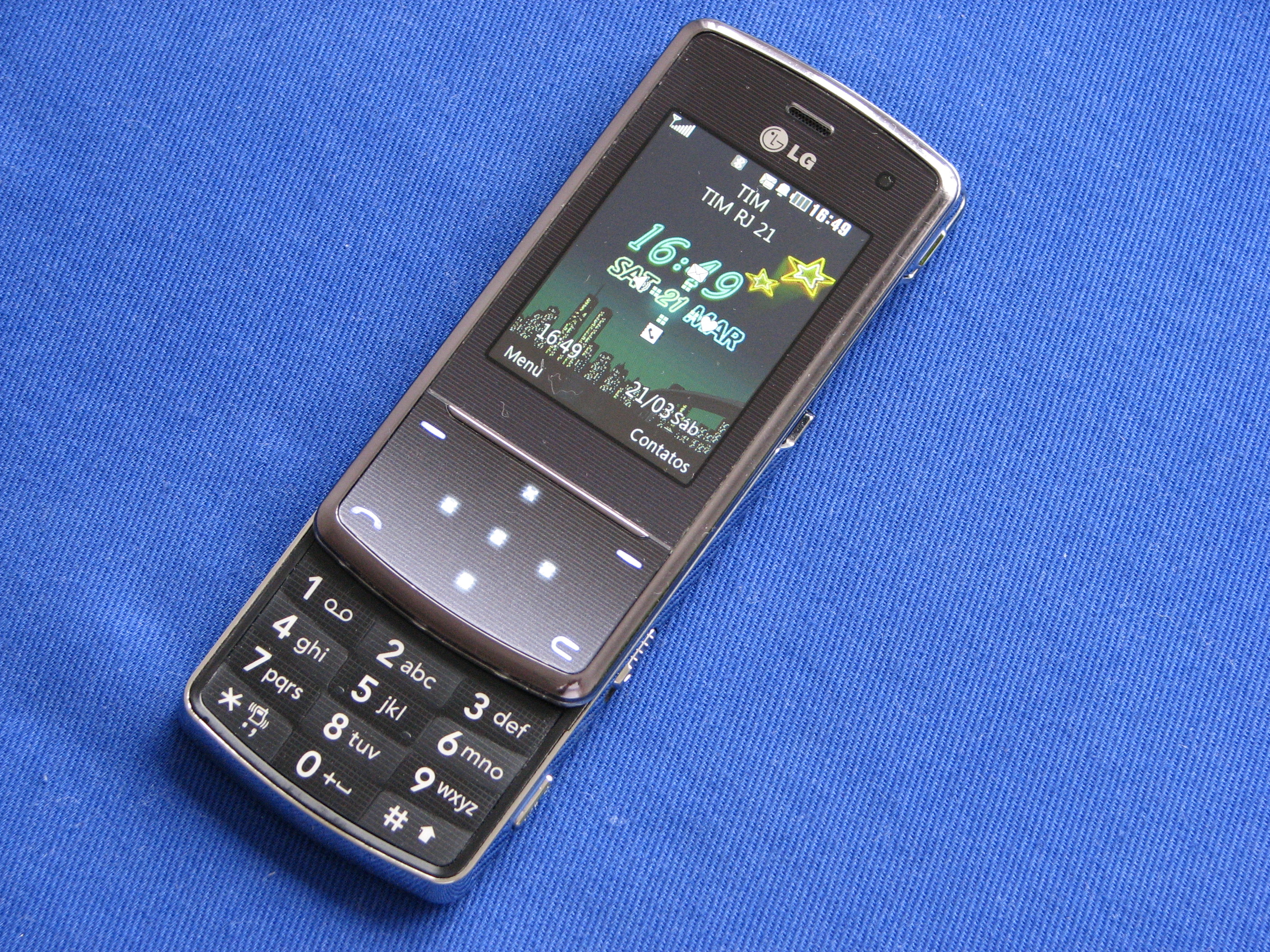
LG KF510
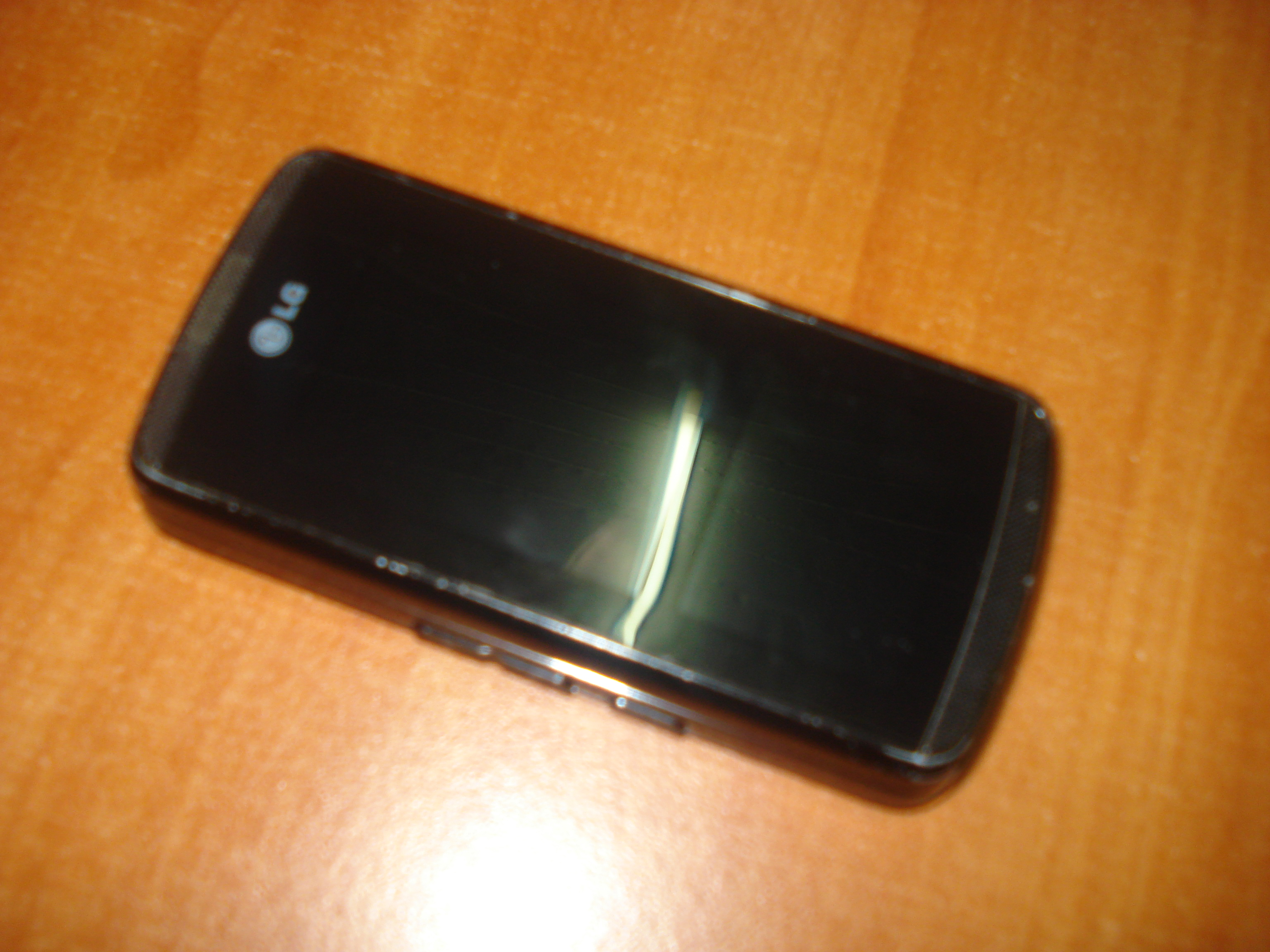
LG KF600
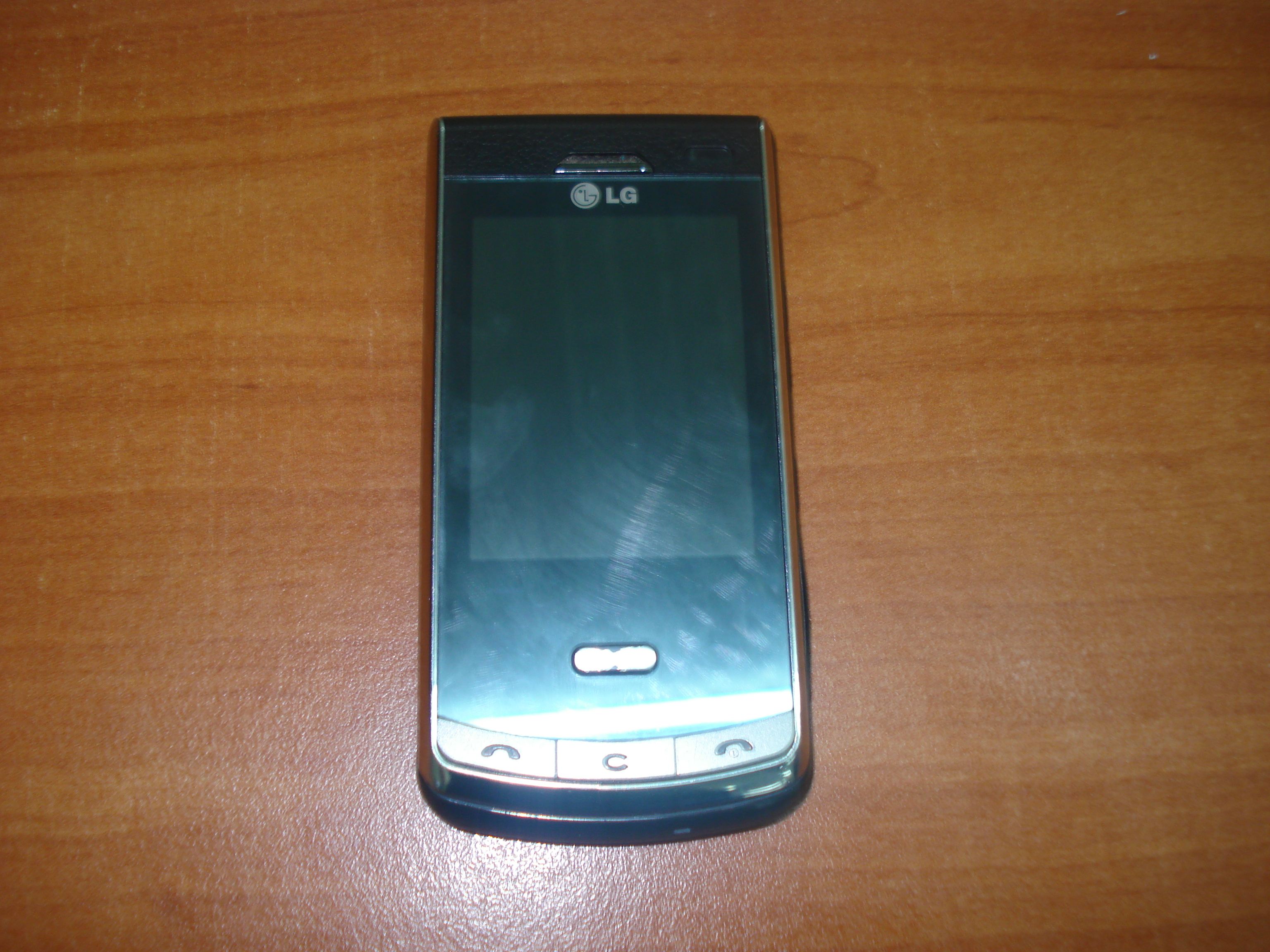
LG KF755
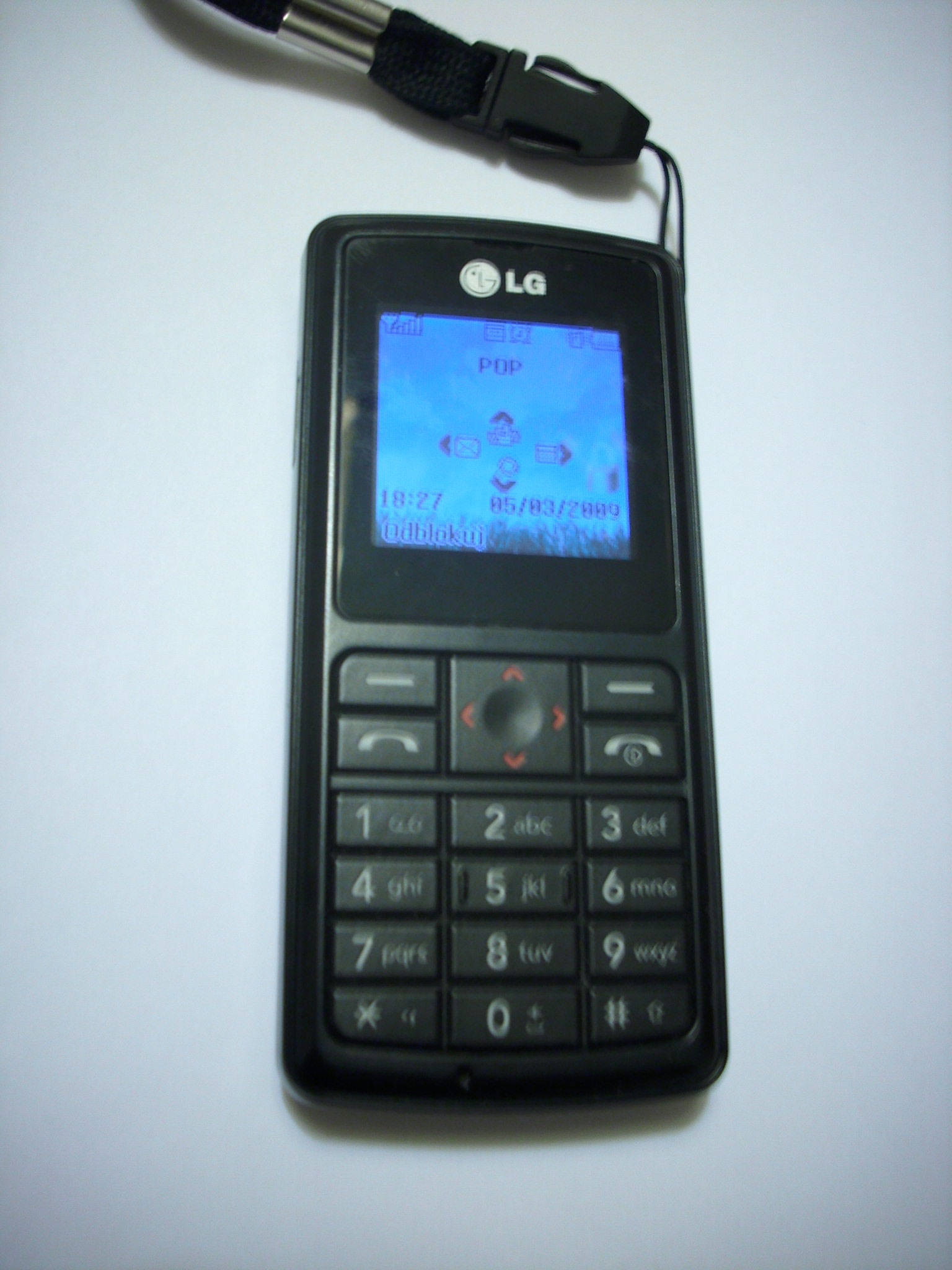
LG KG275

- LG KF245
- LG KF300
- LG KF310
- LG KF390
- LG KF510
- LG KF600
- LG KF700
- LG KF750 (Secret) (UMTS)
- LG KF900 (Prada II)

### KG-Serie (Modelle für den europäischen Markt)
- KG800 (Chocolate)
- LG KG120
- LG KG300 Dynamite300
- LG KG225 Stylish Black
- LG KG275
- LG KG290
- LG KG220 VGA Kamera
- LG KG200 Dynamite200
- LG KG288 Mit Mittelwelleradio
- LG KG195
- LG KG920 5.0 MP Kamera

### KM-Serie (Modelle für den europäischen Markt)
- LG KM380
- LG KM570 (Arena II)
- LG KM900 (Arena)

### KP-Serie (Modelle für den europäischen Markt)

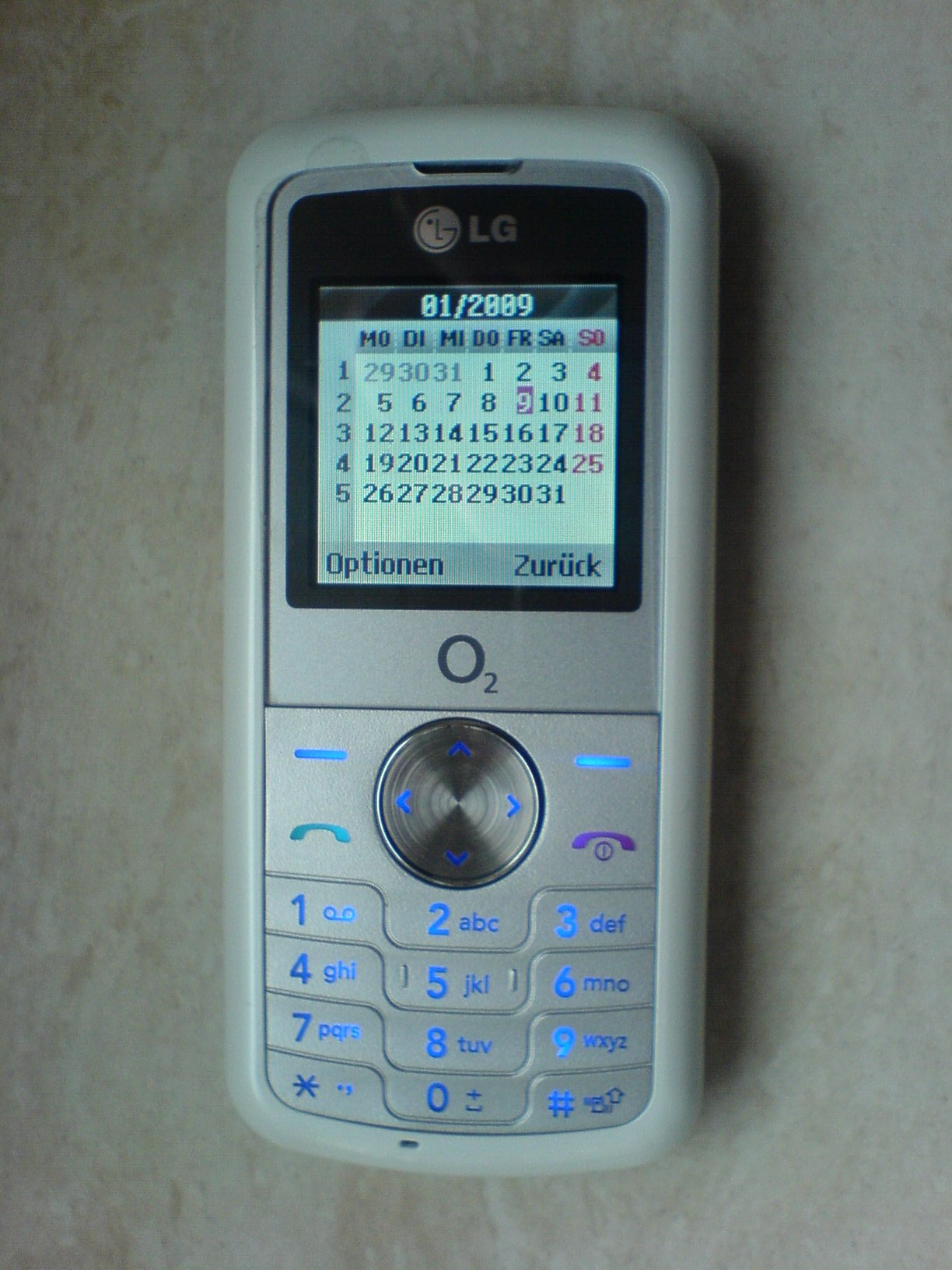
LG KP100
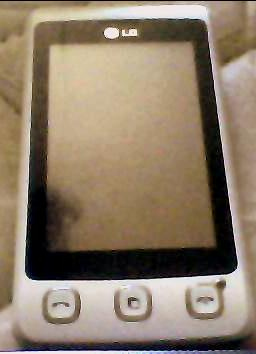
LG KP570
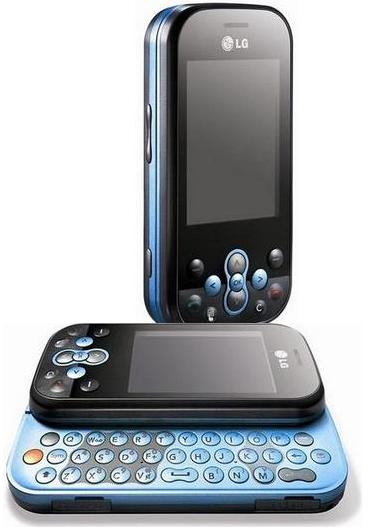
LG KS360

- LG KP100 – 30 Millionen bis Oktober 2009 verkauft[1]
- LG KP105
- LG KP107
- LG KP110
- LG KP170
- LG KP199
- LG KP215
- LG KP220 (Pie)
- LG KP230
- LG KP320 (Dynamite)
- LG KP330
- LG KP500 (Cookie)
- LG KP501 (Cookie Pop)
- LG KP502 (Cookie Peps)
- LG KP570

### KS-Serie (Modelle für den europäischen Markt)
- LG KS20 (Corona) (UMTS)
- LG KS360 (Webslider, Neon)
- LG KS500
- LG KS365

### KU-Serie (Modelle für den europäischen Markt)

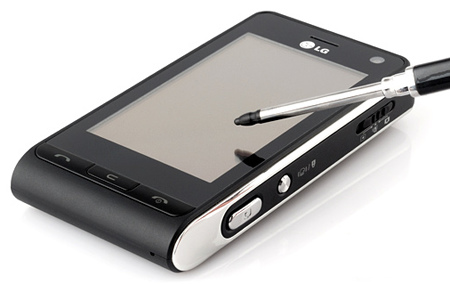
LG KU990 (Viewty)

- LG KU250
- LG KU730
- LG KU800 (Chocolate 3G) (UMTS)
- LG KU380
- LG KU830 (Chocolate 3G Folder)
- LG KU960 (DVB-H)
- LG KU970 (Shine 3G) (UMTS)
- LG KU990 (Viewty)

### L-Serie (fürNTT DoCoMo, japanischer Markt)
- LG L-02B
- LG L-04C Optimus Chat
- LG L-07C Optimus Bright

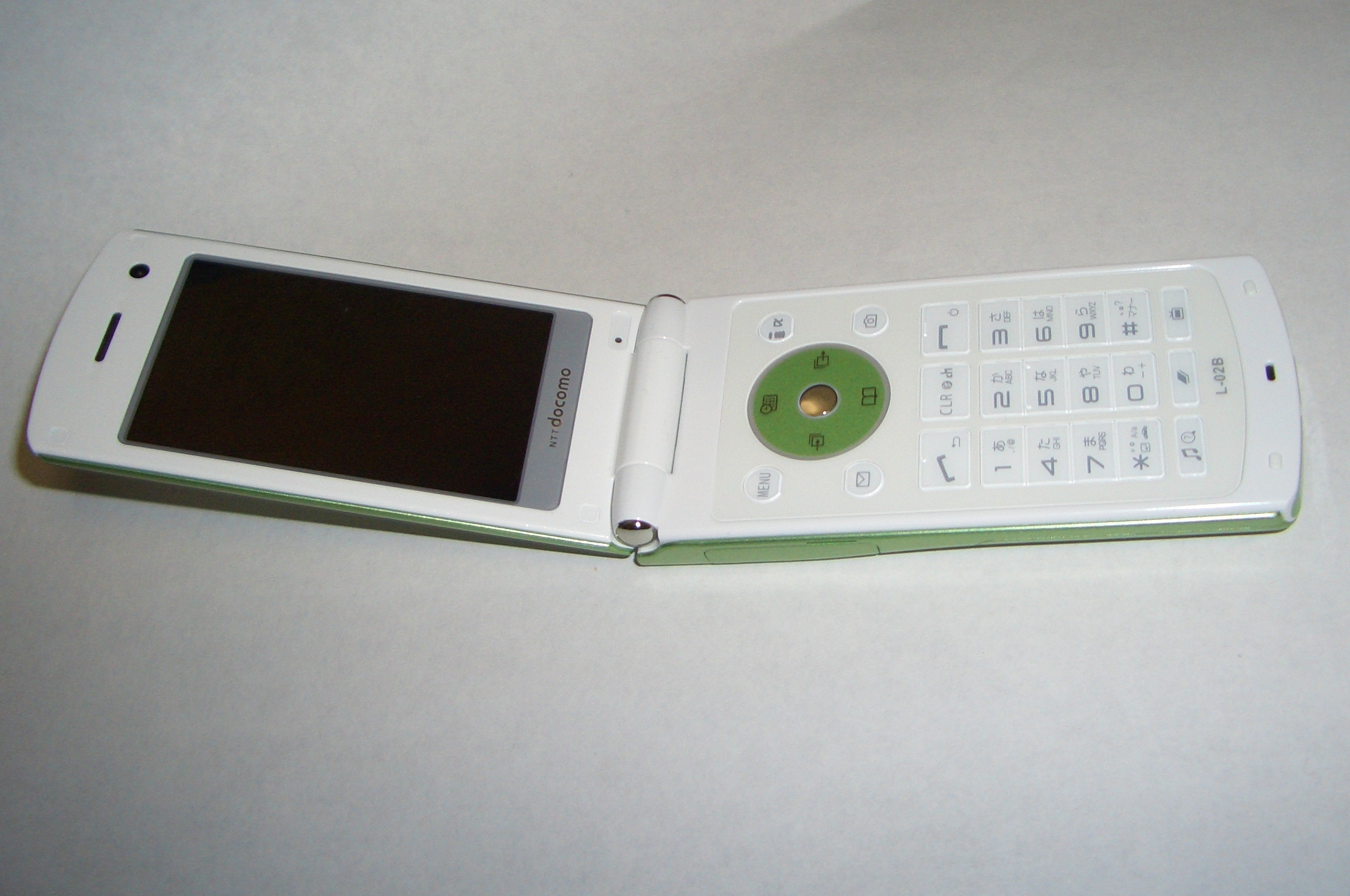
LG L-01D Optimus LTE
- LG L-02B
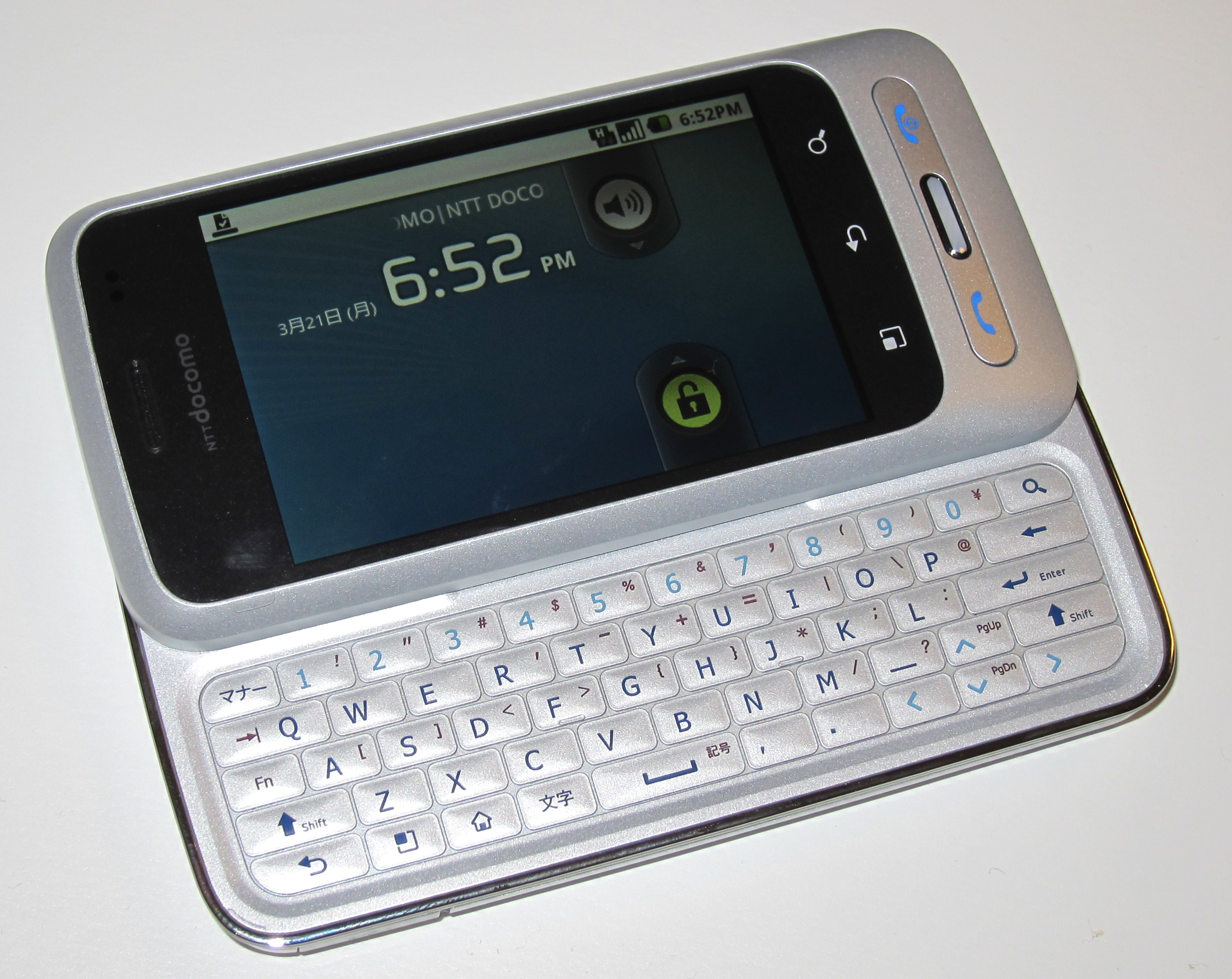
LG L-04C Optimus Chat
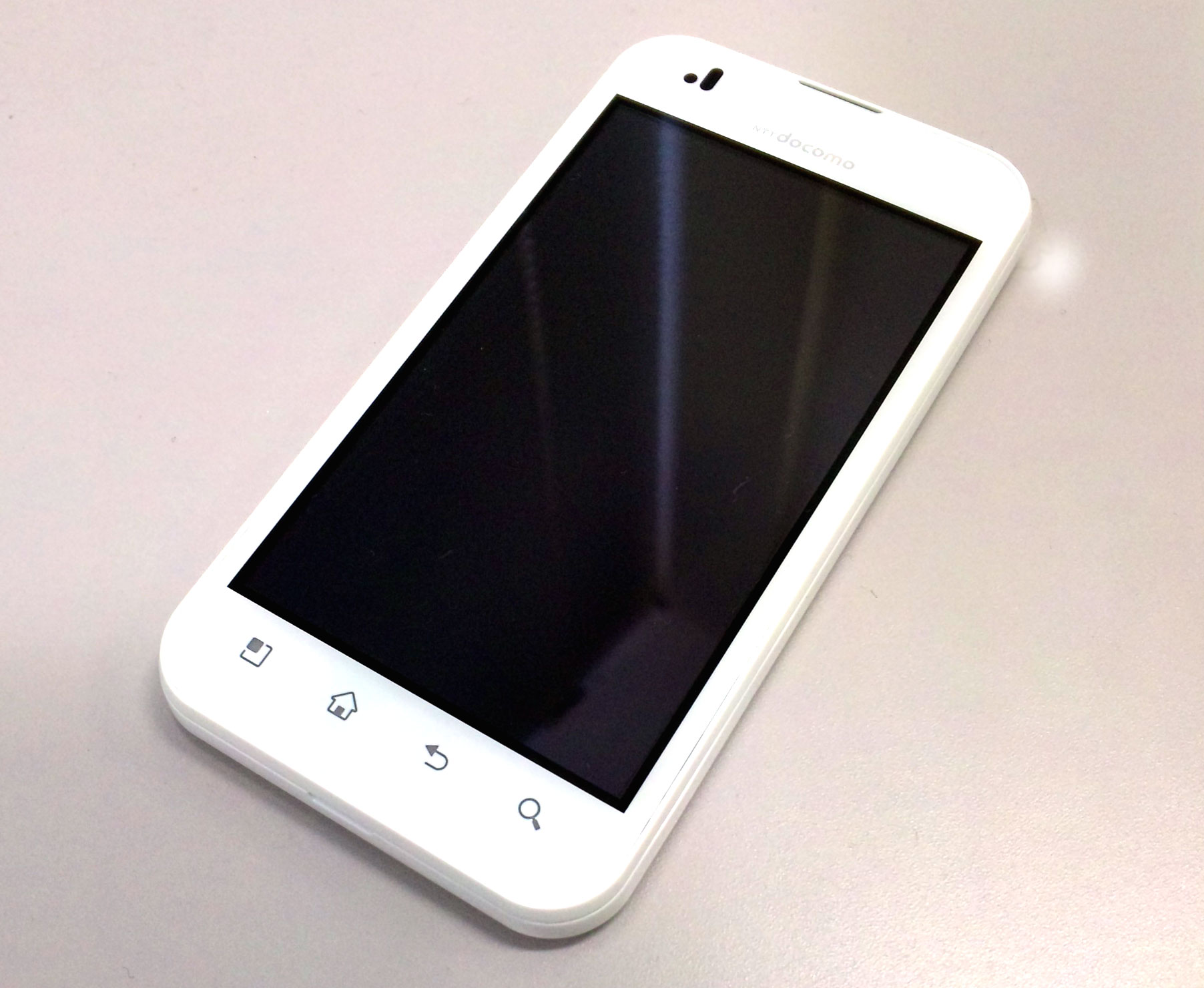
LG L-07C Optimus Bright, ähnlich wie LG P970 Optimus Black

### LG-Serie (für Boost Mobile (zur Sprint Corporation), US-Markt)
- LG LG272 Rumor, wie LG LX260
- LG LG730 Venice
- LG LG870 Optimus F7

### LN-Serie (fürSprint Corporation, US-Markt)
- LG LN272 Rumor Reflex, ähnlich wie LG LX260
- LG LN272S Rumor Reflex S

### LS-Serie (fürSprint Corporation, US-Markt)
- LG LS670 Optimus S, wie Optimus One P500
- LG LS696 Elite, wie Optimus Elite
- LG LS700 Gelato Q, wie LG Optimus Slider (VM701 für Virgin Mobile)
- LG LS720 Optimus F3
- LG LS840 Viper
- LG LS855 Marquee, wie LG P970 Optimus Black
- LG LS860 Mach
- LG LS970 Optimus G (wie LG E970, siehe auch: LG E975)
- LG LS980 wie LG G2
- LG LS991
- LG LS992
- LG LS993

### LU-Serie (für LG Uplus, südkoreanischer Markt)
- LG LU1600
- LG LU2300, auch bekannt als LG Optimus Q
- LG LU3000
- LG LU3100
- LG LU3700
- LG LU4400
- LG LU4500
- LG LU6200, ähnlich mit LG P930 Optimus LTE (Kanada), LG Nitro HD (USA) und LG SU640 (SK Telecom, Südkorea)
- LG LU6300
- LG LU640
- LG LU9000
- LG LU9100
- LG LU930
- LG LU9400
- LG LU9400W

### LX-Serie (Modelle für den US-Markt)

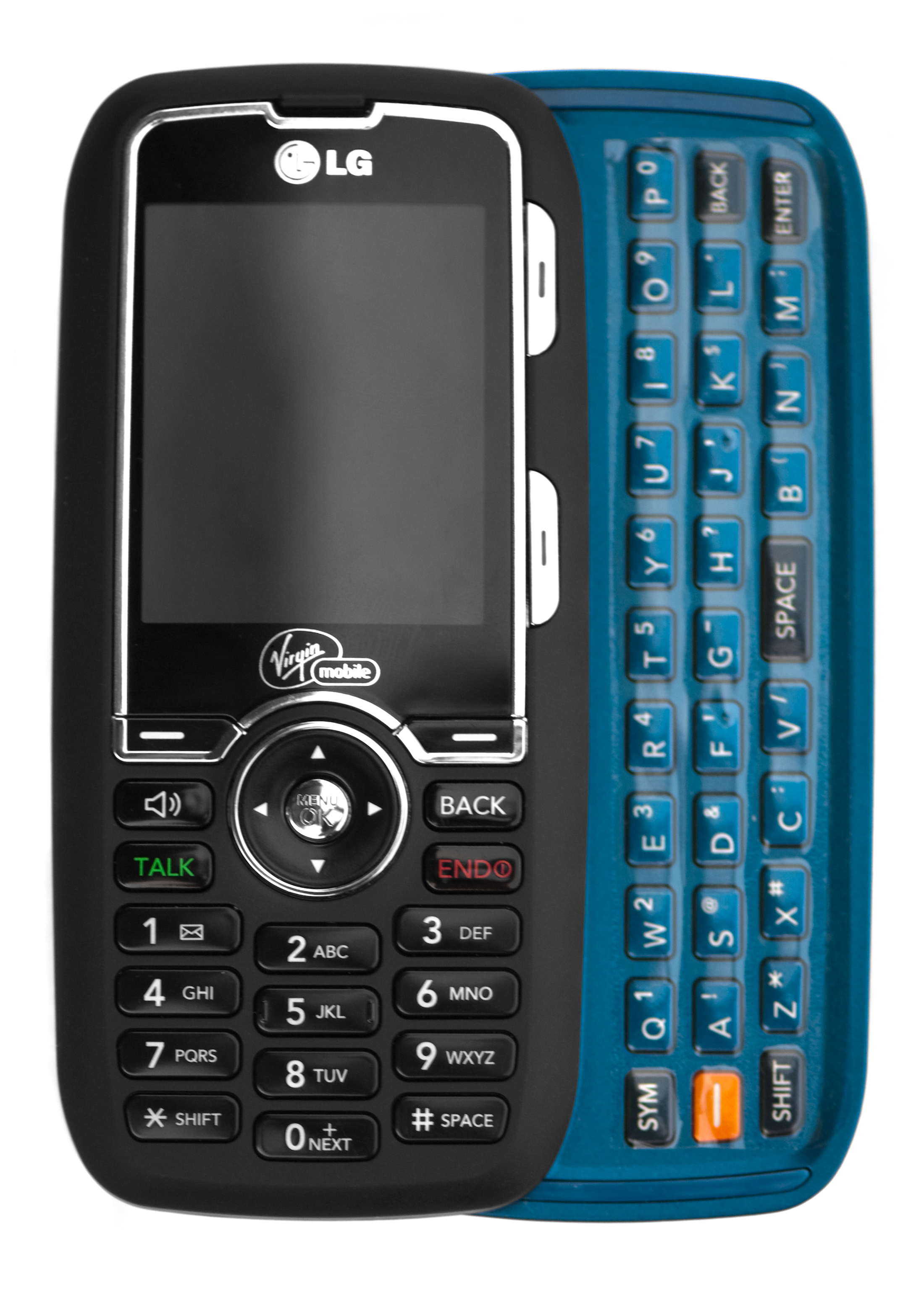
LG LX260

- LG LX260 Rumor, Rumour, Scoop (siehe auch LG LN272, LG LG272)
- LG LX5550

### M-Serie (Modelle für den lateinamerikanischen Markt)
- LG M4300
- LG M4330
- LG M4410
- LG M6100

### ME-Serie (Modelle für den lateinamerikanischen Markt)
- ME600

### MG-Serie (Modelle für den lateinamerikanischen Markt)
- LG MG110
- LG MG150
- LG MG155c
- LG MG160
- LG MG165
- LG MG320 Aegis
- LG MG810 Black Zafiro

### MS-Serie (fürMetroPCS, US-Markt)
- LG MS500 Optimus F6
- LG MS659 Optimus F3
- LG MS690 Optimus M, wie LG Optimus One P500
- LG MS695 Optimus M+
- LG MS769 Optimus L9
- LG MS770 Motion 4G
- LG MS840 Connect 4G
- LG MS870 Spirit 4G

### MX-Serie
- LG MX7000

### P-Serie
- LG P350 Optimus Me
- LG P500 Optimus One with Google
- LG P500H
- LG P503
- LG P509 Optimus T (T-Mobile USA), ähnlich wie P500
- LG P690 Optimus Net
- LG P700 Optimus L7
- LG P710 Optimus L7 II
- LG P720 Optimus 3D Max
- LG P760 Optimus L9
- LG P769 Optimus L9 (USA)
- LG P870 Escape
- LG P880 Optimus 4X HD
- LG P895 Optimus Vu
- LG P920 Optimus 3D, auch LG Thrill 4G
- LG P930 Optimus LTE (für Kanada und ATT Mobility, USA) und LG Nitro HD (USA), ähnliche Varianten: LG L-01D und LG SU640
- LG P935 Optimus LTE (Telus, Kanada), wie P930
- LG P970 Optimus Black, ähnliche Variante: LG L-07C Optimus Bright
- LG P990 Optimus Speed, ähnliche Variante: LG SU660
- LG P999 (T-Mobile Variante von P990)
- LG P7200 (Handy mit drehbaren Display)

### PM-Serie (Modelle für den lateinamerikanischen Markt)
- PM225
- PM325

### RS-Serie
- RS 988

### S-Serie
- LG S5300

### SU-Serie (Modelle fürSK Telecom, südkoreanischer Markt)
- LG SU420

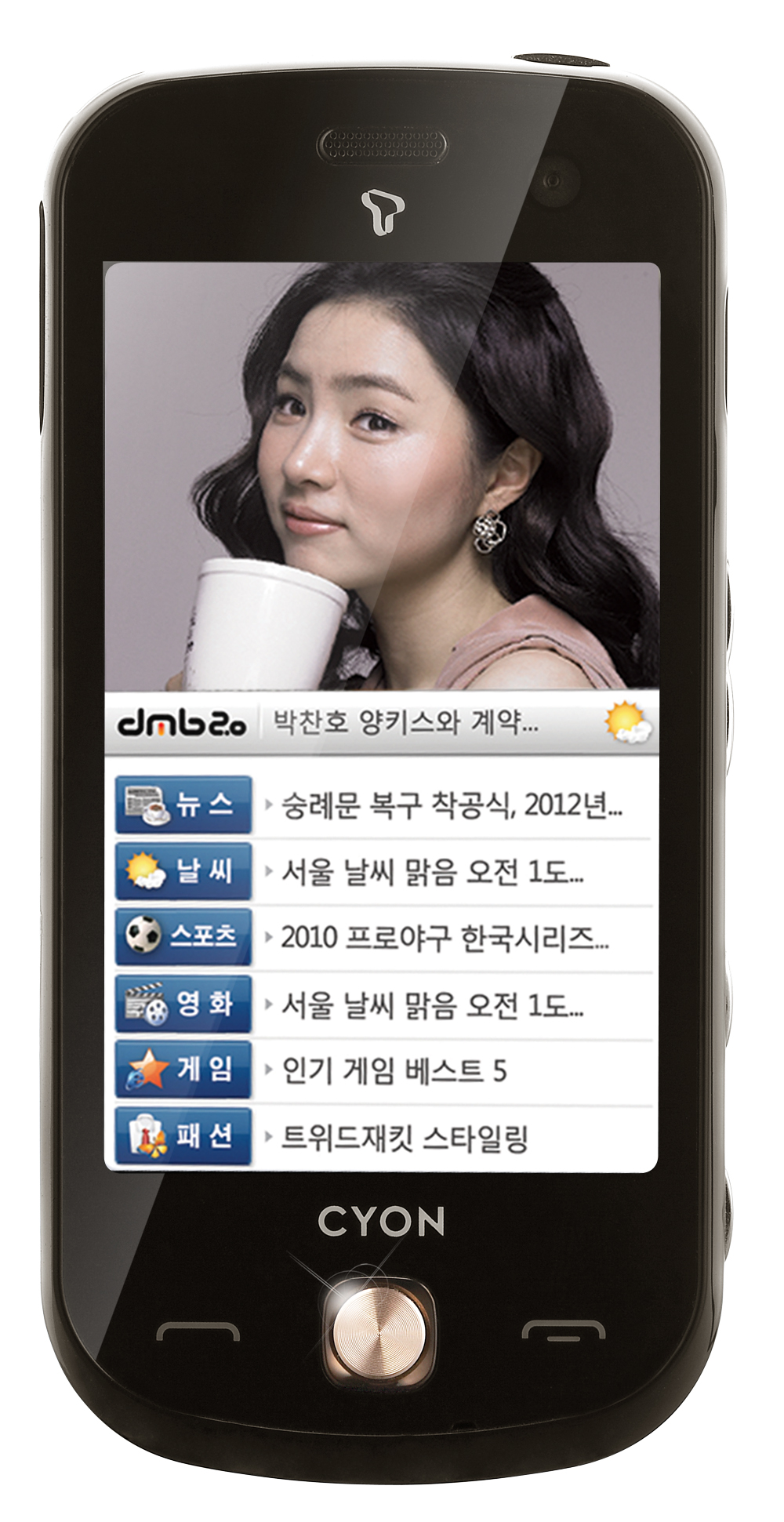
LG SU370
- LG SU420
- LG SU620
- LG SU640, ähnlich mit LG P930 Optimus LTE (Kanada) und LG Nitro HD (USA)
- LG SU660, ähnlich mit LG Optimus 2X (LG P990)

### T-Serie
- LG T300 Cookie lite
- LG T310 Cookie, Plum
- LG T310 Cookie Style
- LG T320 Cookie 3G
- LG T375

### TE-Serie (Modelle für den kanadischen Markt)
- LG TE365 (Neon)

### TU-Serie (Modelle für den kanadischen Markt)
- LG TU330 (Globus)
- LG TU500
- LG TU515
- LG TU750 (Secret)
- LG TU915 (Vu)

### U-Serie (früheUMTS-Modelle (3G)
- LG U300
- LG U8120

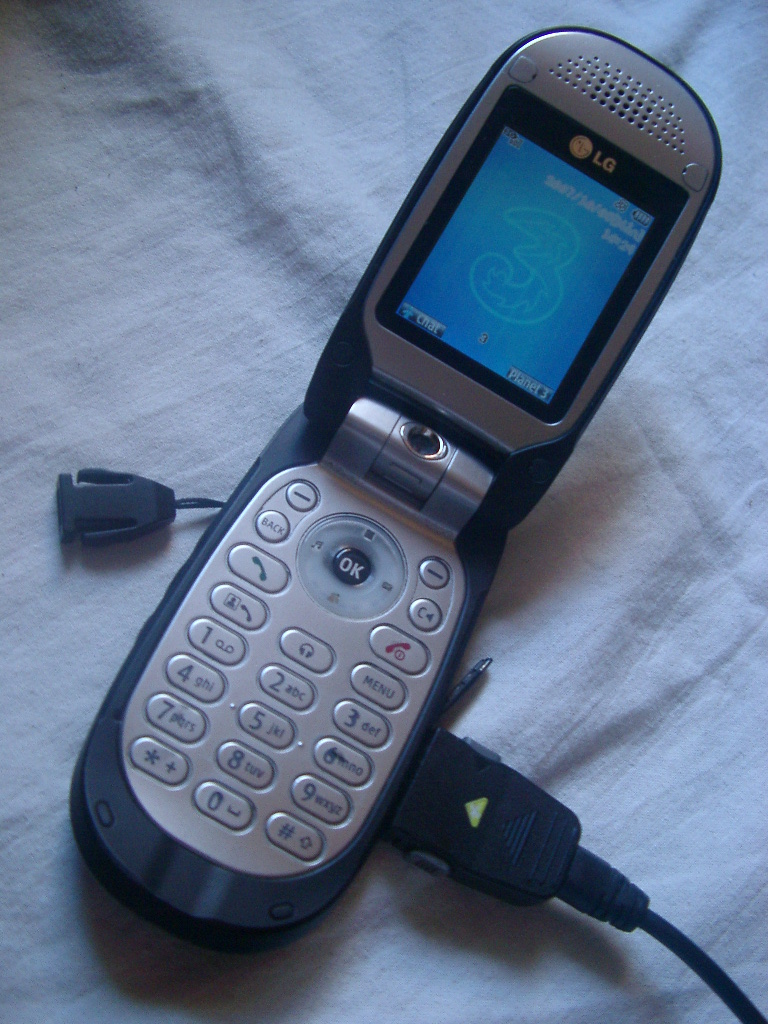
LG U8000 (aka G8000)
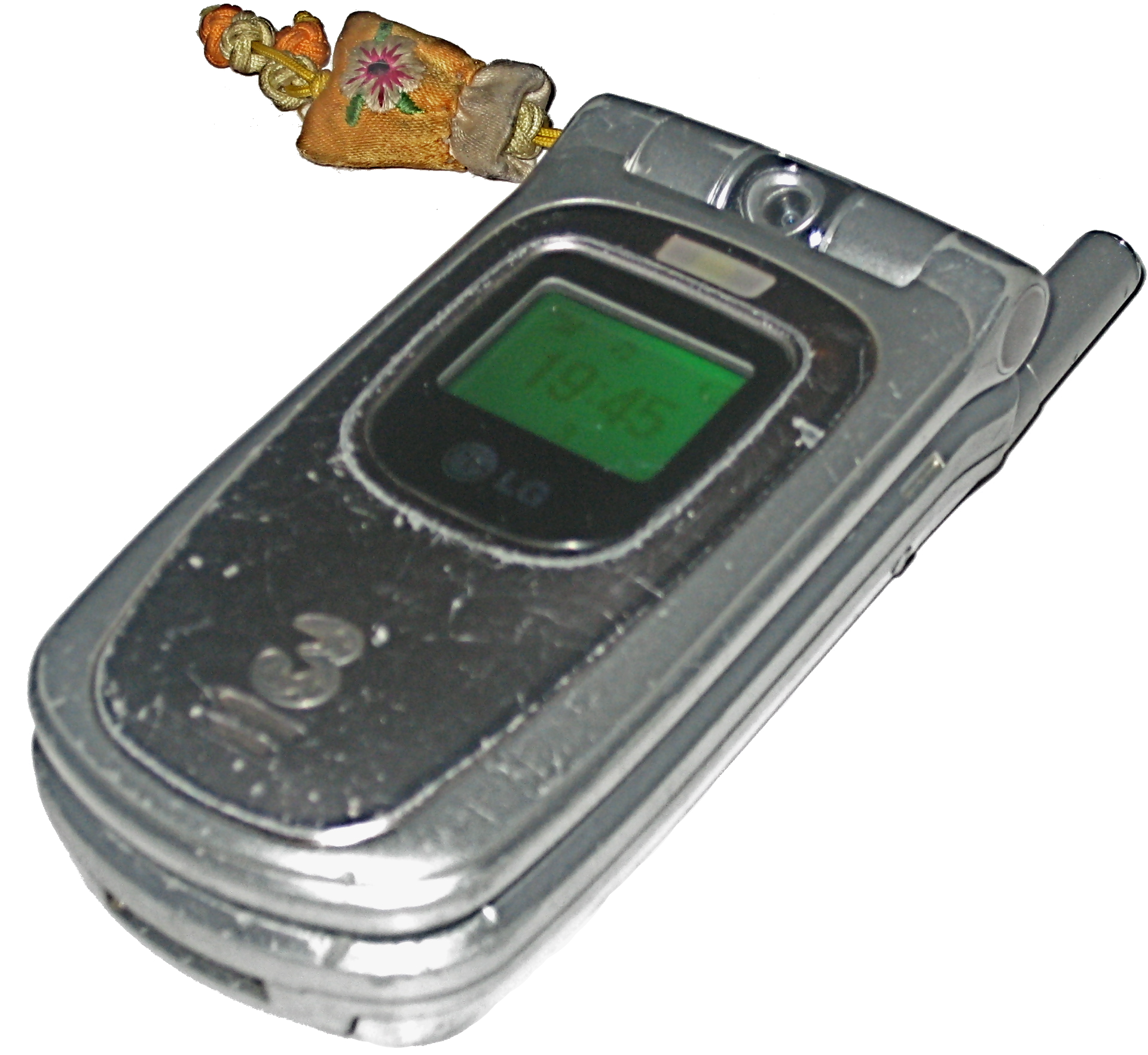
LG U8110
- LG U8120
- LG U8130
- LG U8180
- LG U8210
- LG U8260
- LG U8330
- LG U8360
- LG U8500
- LG U300
- LG U400
- U830 (Chocolate 3G Folder) UMTS)
- LG U900 – das welterste DVB-H-Telefon
- LG U960
- LG U990
- KU970 (Shine 3G) (UMTS)

### UN-Serie (fürU.S. Cellular, US-Markt)
- LG UN160 Envoy
- LG UN161 Envoy II
- LG UN272 Freedom
- LG UN530 Wine III

### US-Serie (fürU.S. Cellular, US-Markt)
- LG US670 Optimus U, wie LG Optimus One P500
- LG US730 Splendor
- LG US855 Majestic, wie LG P970 Optimus Black, LG LS855 Marquee
- LG US991
- LG US992
- LG US997

### V-Serie
- LG V300
- LG V905R
- LG V909
- LG V10
- LG V20
- LG V30
- LG V40 ThinQ
- LG V50 ThinQ 5G
- LG V60 ThinQ 5G
- (LG V70 Rainbow 5G)

### Velvet
- LG Velvet
- LG Velvet 5G

### Wing
- LG Wing

### VM-Serie (fürVirgin Mobile, US-Markt)
- LG VM670 Optimus V, wie LG Optimus One P500
- LG VM696 Elite, wie Optimus Elite
- LG VM701 Optimus Slider (LG Optimus Gelato Q)
- LG VM720 Optimus F3

### VN-Serie (fürVerizon Wireless, US-Markt)

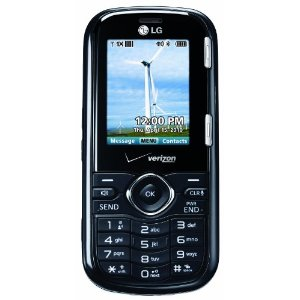
LG VN250 Cosmos
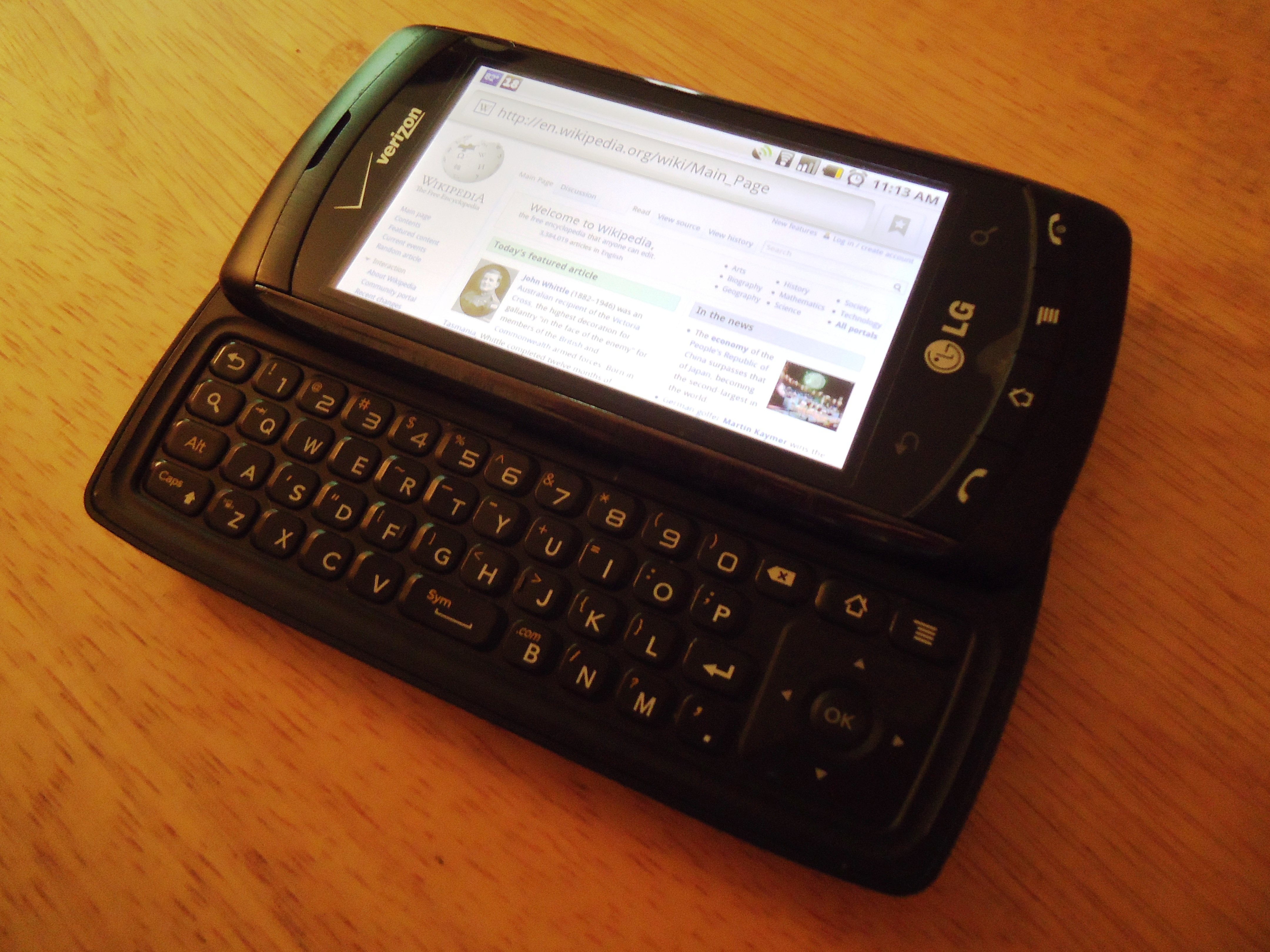
LG VS740

- LG VN150S Revere 2
- LG VN250 Cosmos
- LG VN251S Cosmos 3
- LG VN271 Extravert
- LG VN360 Exalt

### VS-Serie (fürVerizon Wireless, US-Markt)
- LG VS410PP Optimus Zone
- LG VS660 Vortex, ähnlich wie Optimus One P500
- LG VS700 Enlighten, wie LG Optimus Zip
- LG VS740
- LG VS840 Lucid
- LG VS844 Exceed
- LG VS870 Lucid 2, wie LG Optimus F5
- LG VS890 Enact
- LG VS920 Spectrum, wie LG P930 Optimus LTE (Kanada) und LG Nitro HD (USA)
- LG VS930 Spectrum 2
- LG VS950 Intuition
- LG VS980, siehe LG G2
- LG VS986
- LG VS987
- LG VS988
- LG VS996

### VX-Serie (fürVerizon Wireless, US-Markt)

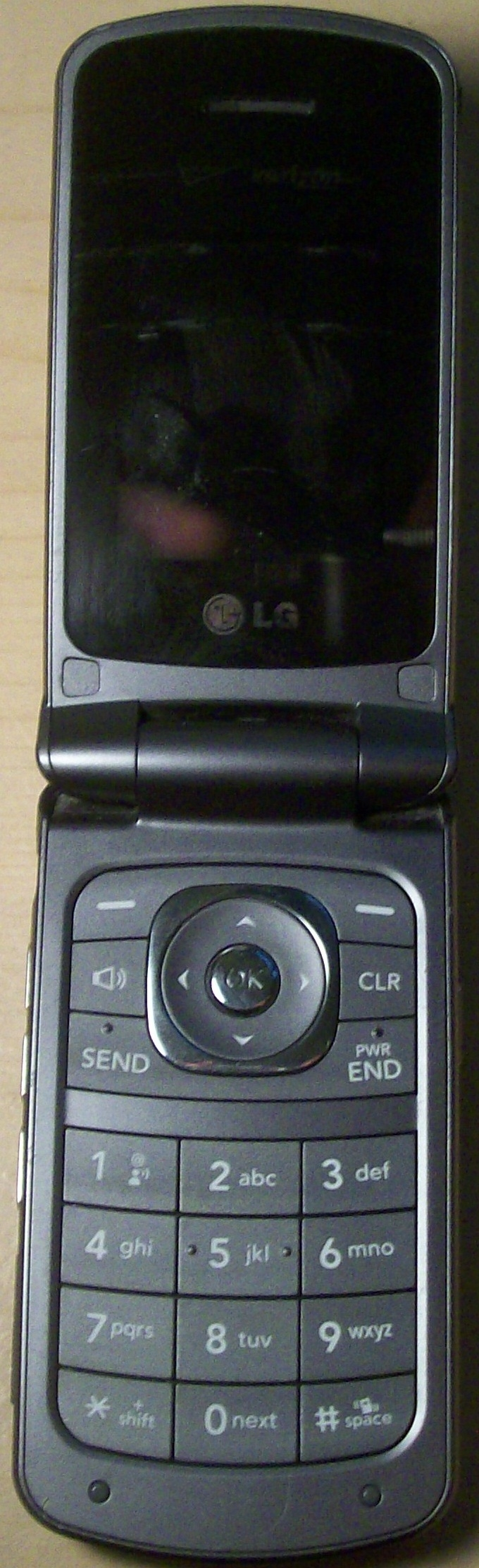
LG VX5500
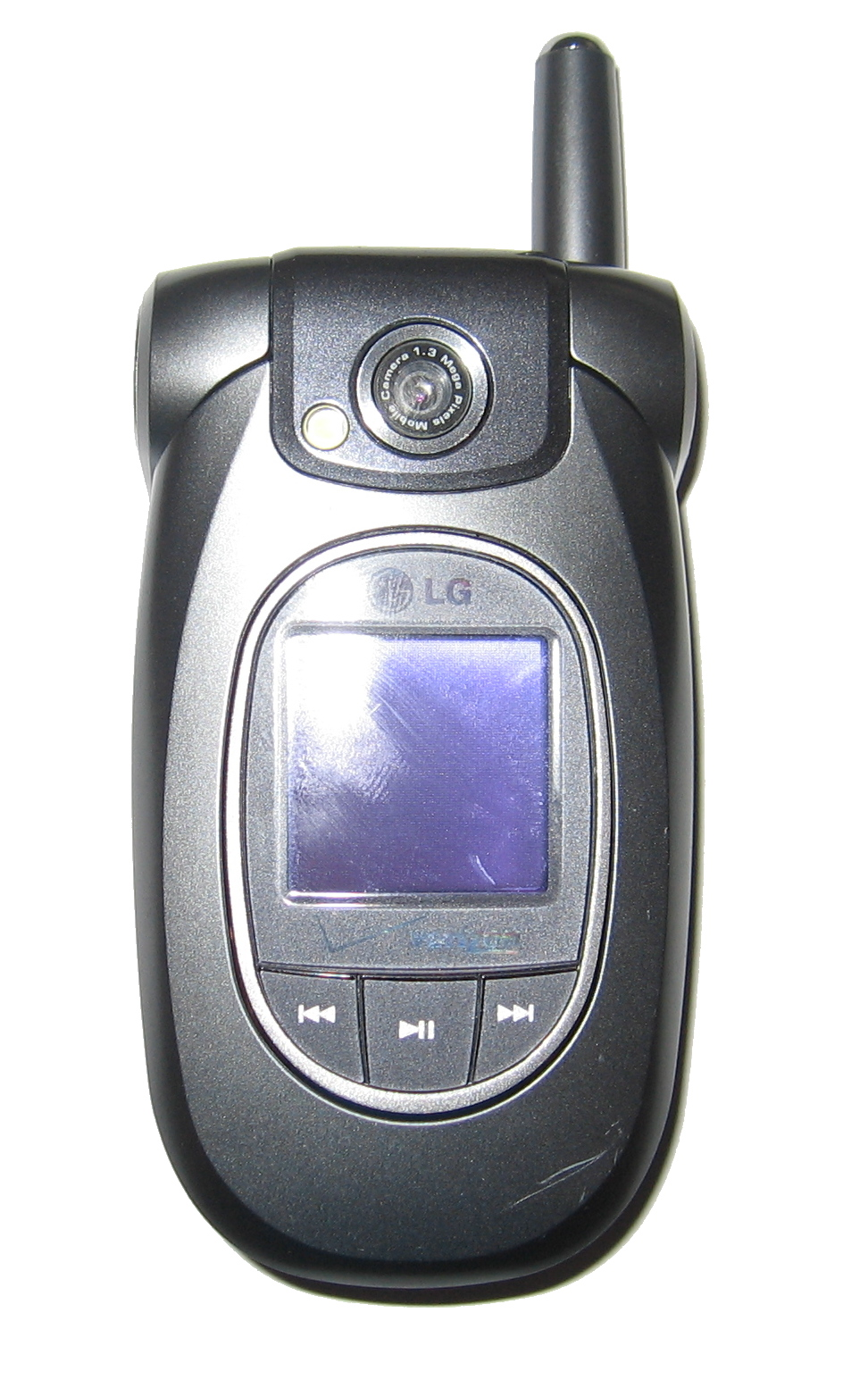
LG VX8300
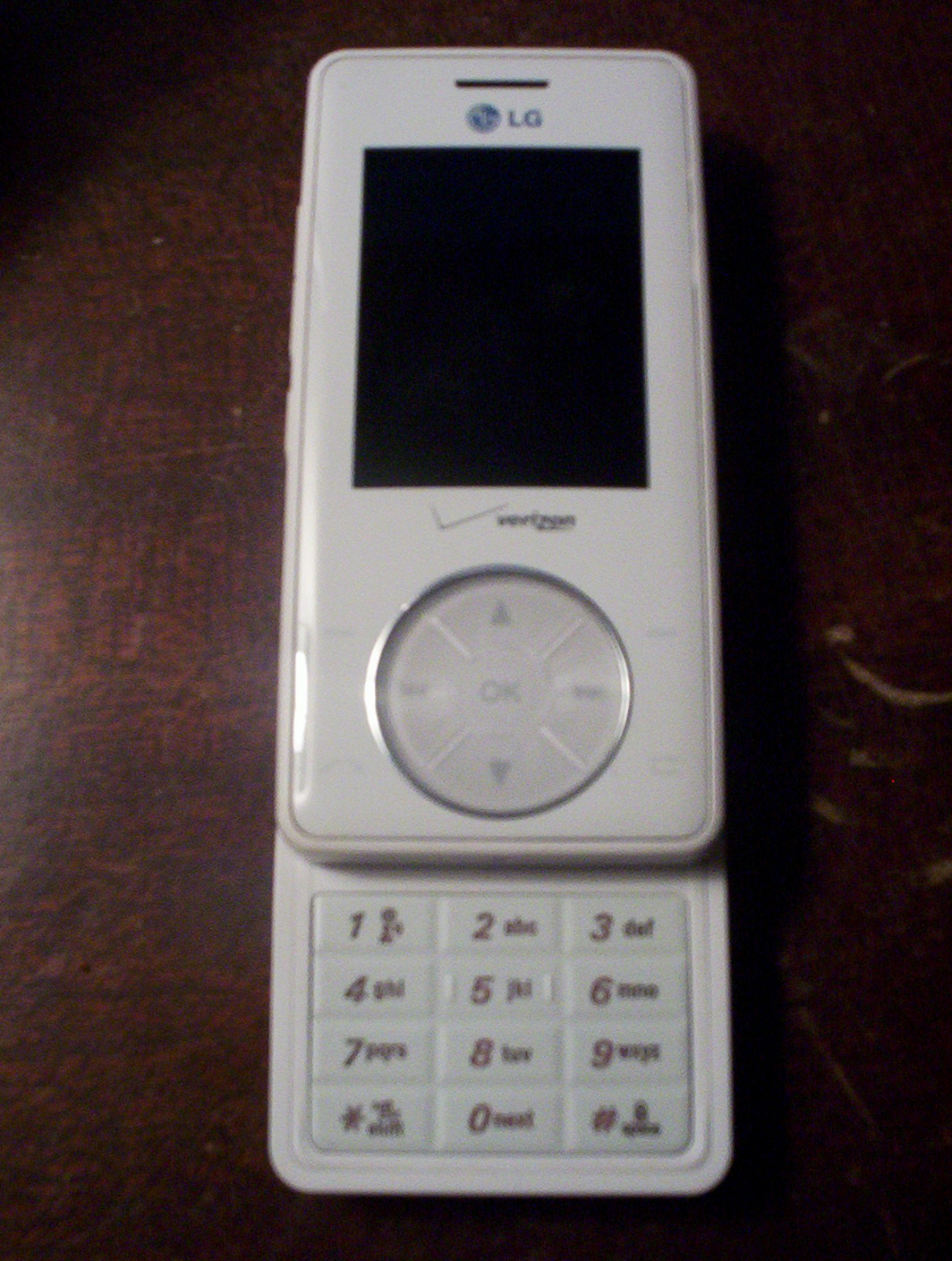
LG Chocolate (VX8500)
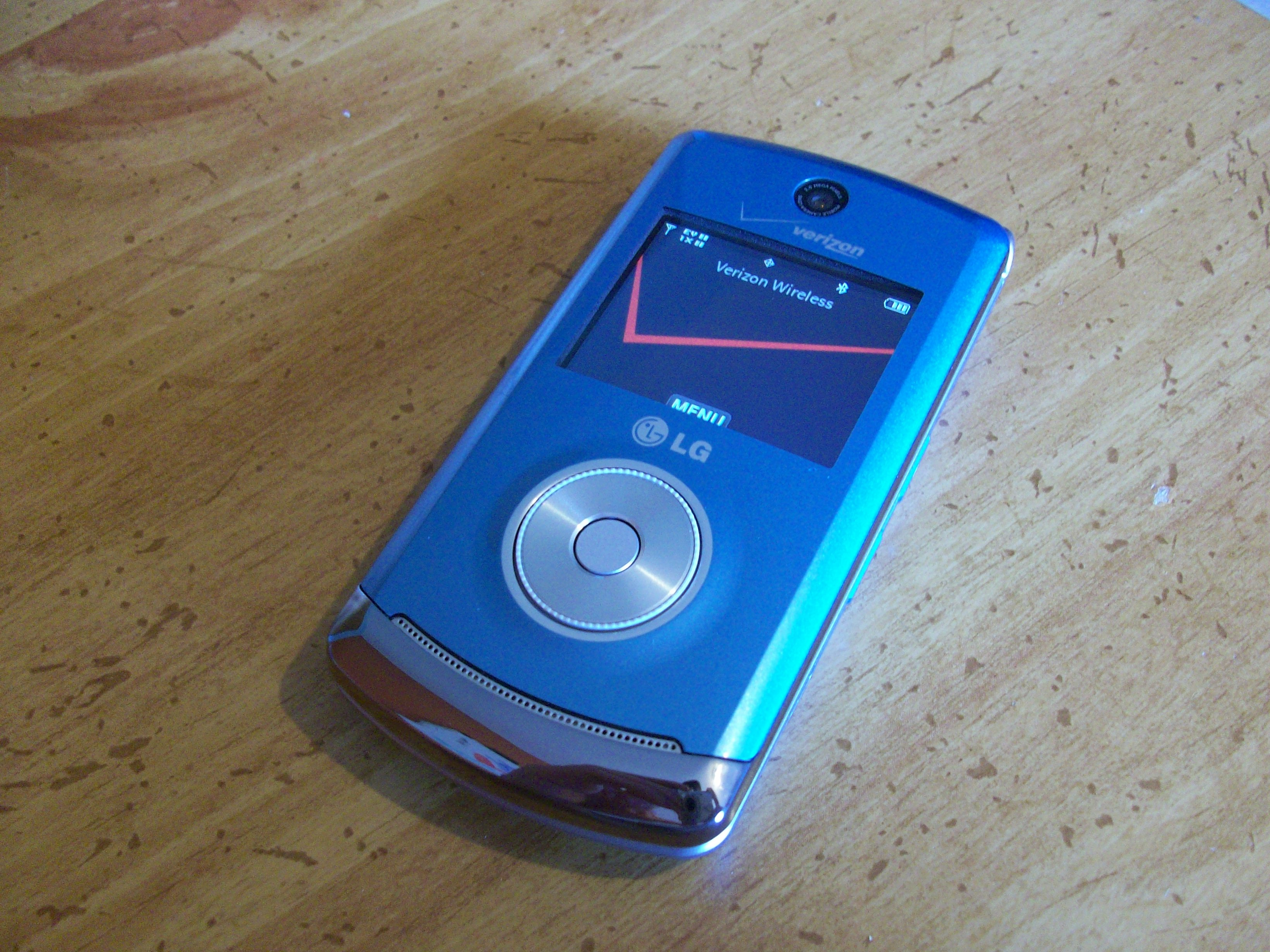
LG Chocolate (VX8560)
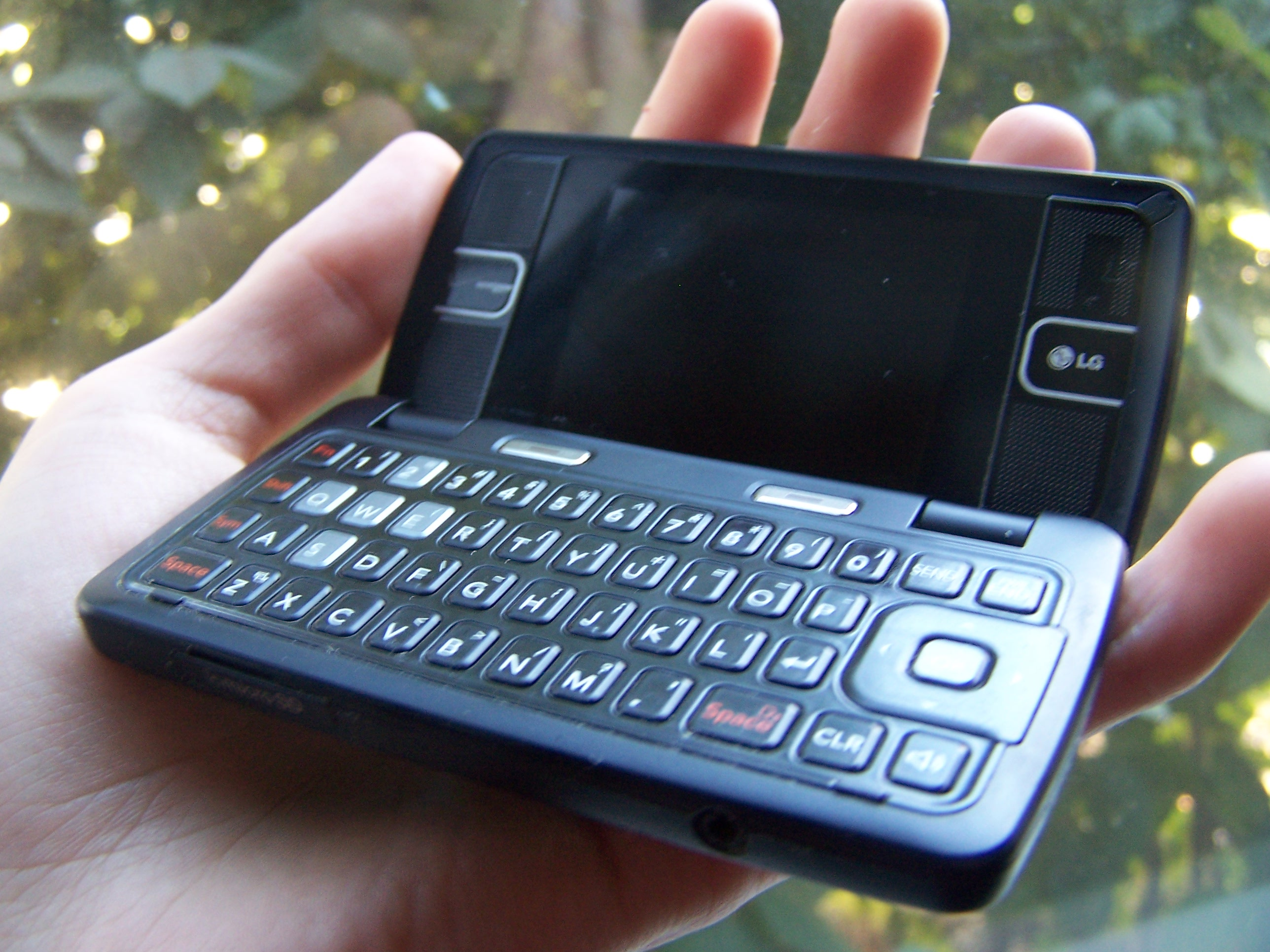
LG enV2 (VX9100)
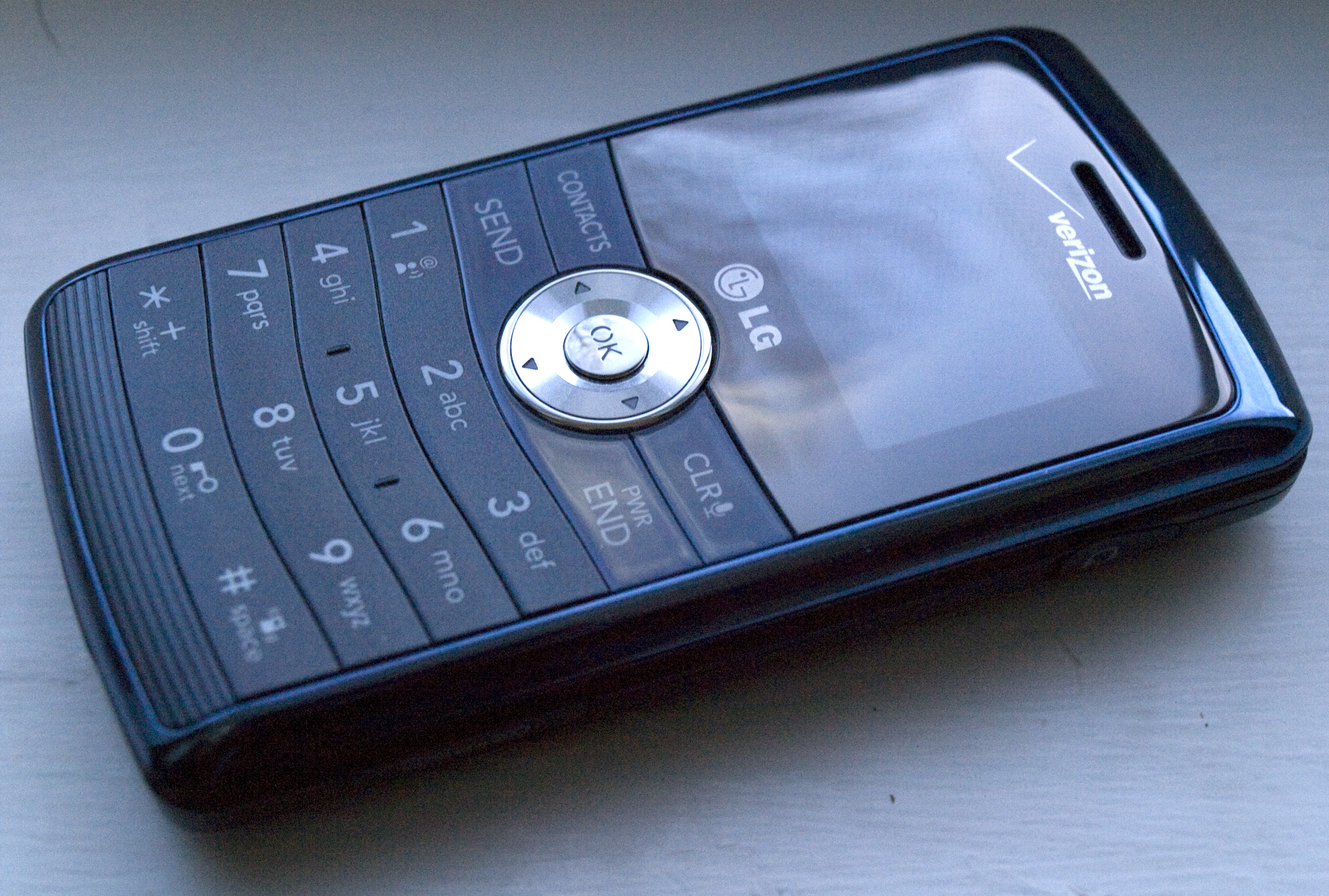
LG enV3 (VX9200)
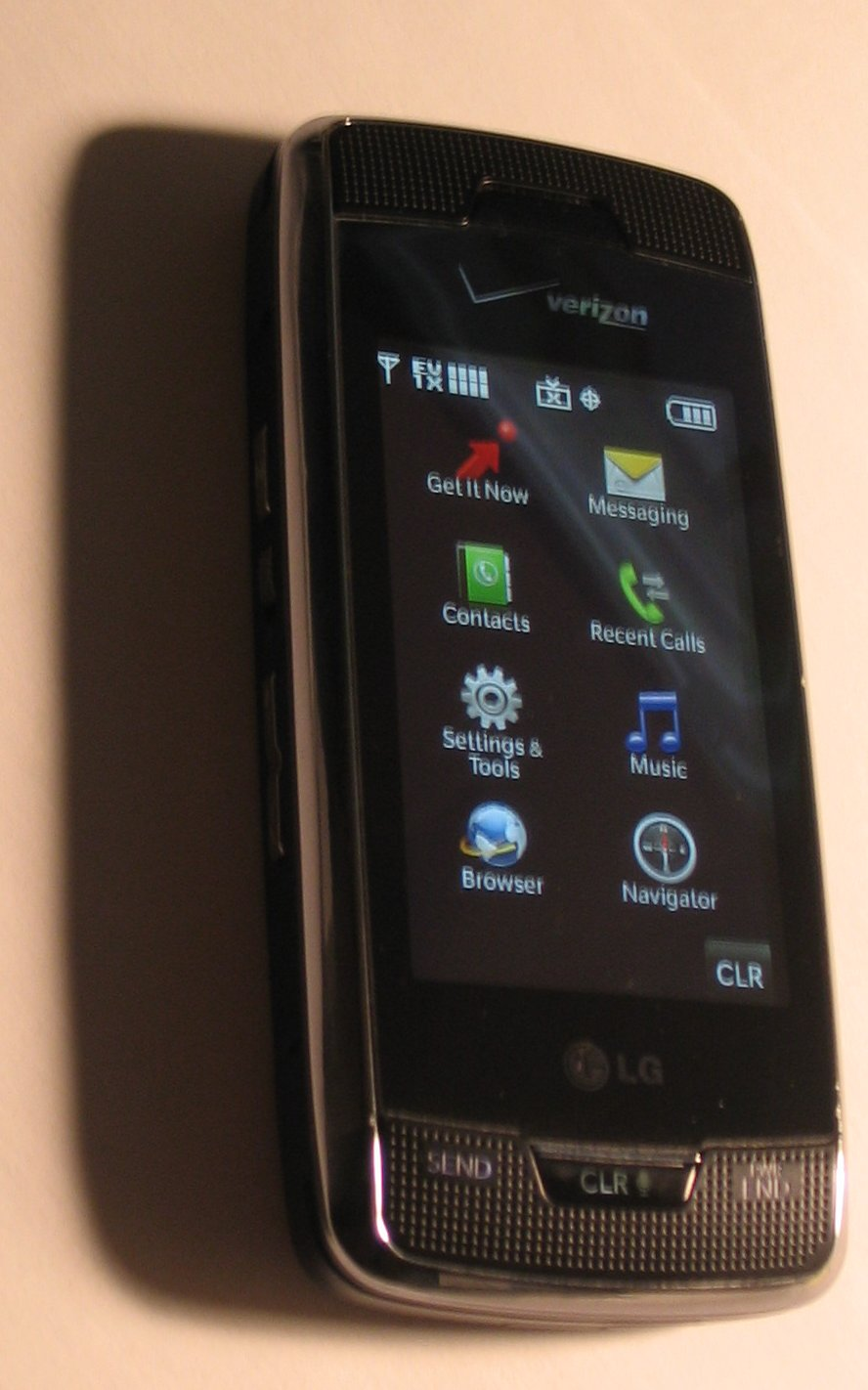
LG Voyager (VX10000)

- VX2000
- VX3100
- VX3400
- VX4500
- VX5200
- VX5300
- VX5400
- VX5500
- VX5600 (Accolade)
- VX6000
- VX6100
- VX7000
- VX8100
- VX8300
- VX8350
- VX8500 (Chocolate)
- VX8550 (Chocolate)
- VX8560 (Chocolate)
- VX8575 (Chocolate Touch)
- VX8600
- VX8700
- VX8800 (Venus)
- VX9100 (enV2)
- VX9200 (enV3)
- VX9400
- VX9600 (Versa)
- VX9700 (Dare)
- VX9800 (The V)
- VX9900 (enV)
- VX10000 (Voyager)
- VX11000 (enV Touch)